# Specie di Ranunculus
La voce elenca le specie di Ranunculus europee più note (i nomi comuni in italiano sono evidenziati in grassetto accanto al nome scientifico). Questa lista è stata compilata in base ai nominativi accettati nella checklist Flora Europaea della Royal Botanic Garden Edinburgh. Le specie contrassegnate da una “P” sono contenute nella FLORA d'ITALIA di Sandro Pignatti e non nella Flora Europaea; le specie contrassegnate da una “FA” sono contenute nella FLORA ALPINA di AA.VV. e non nella Flora Europaea.

## A

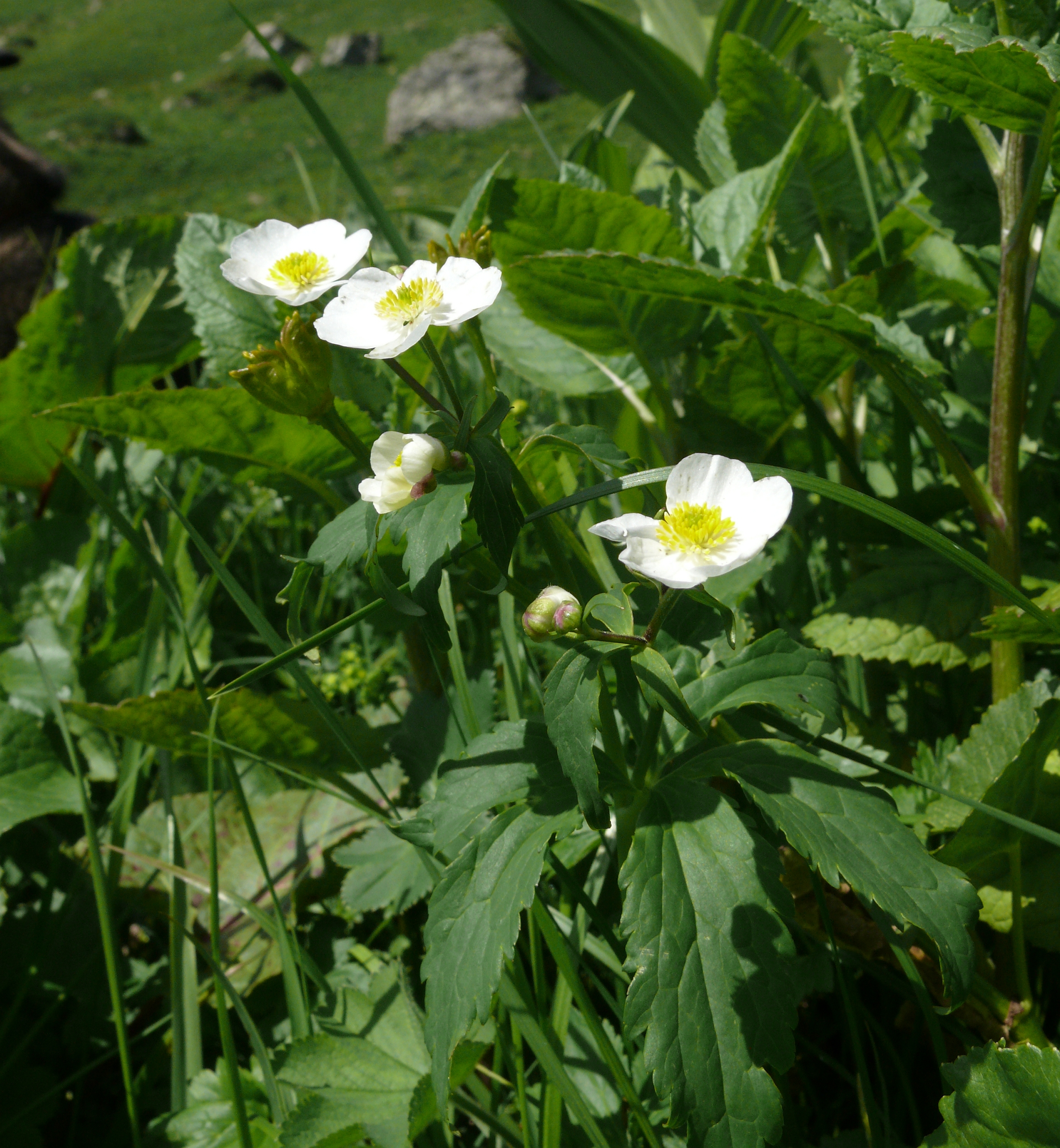
Ranunculus aconitifolius

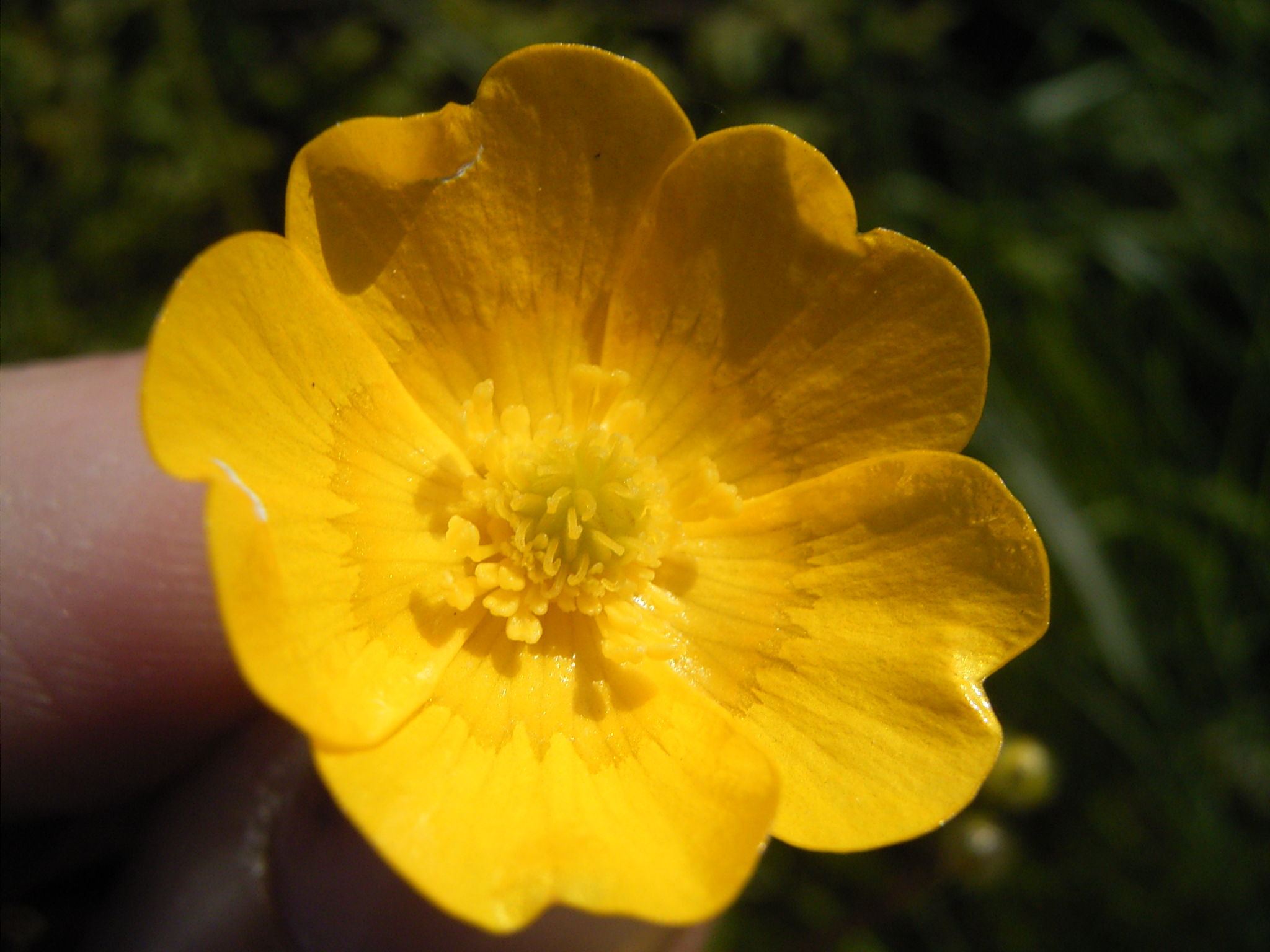
Ranunculus acris

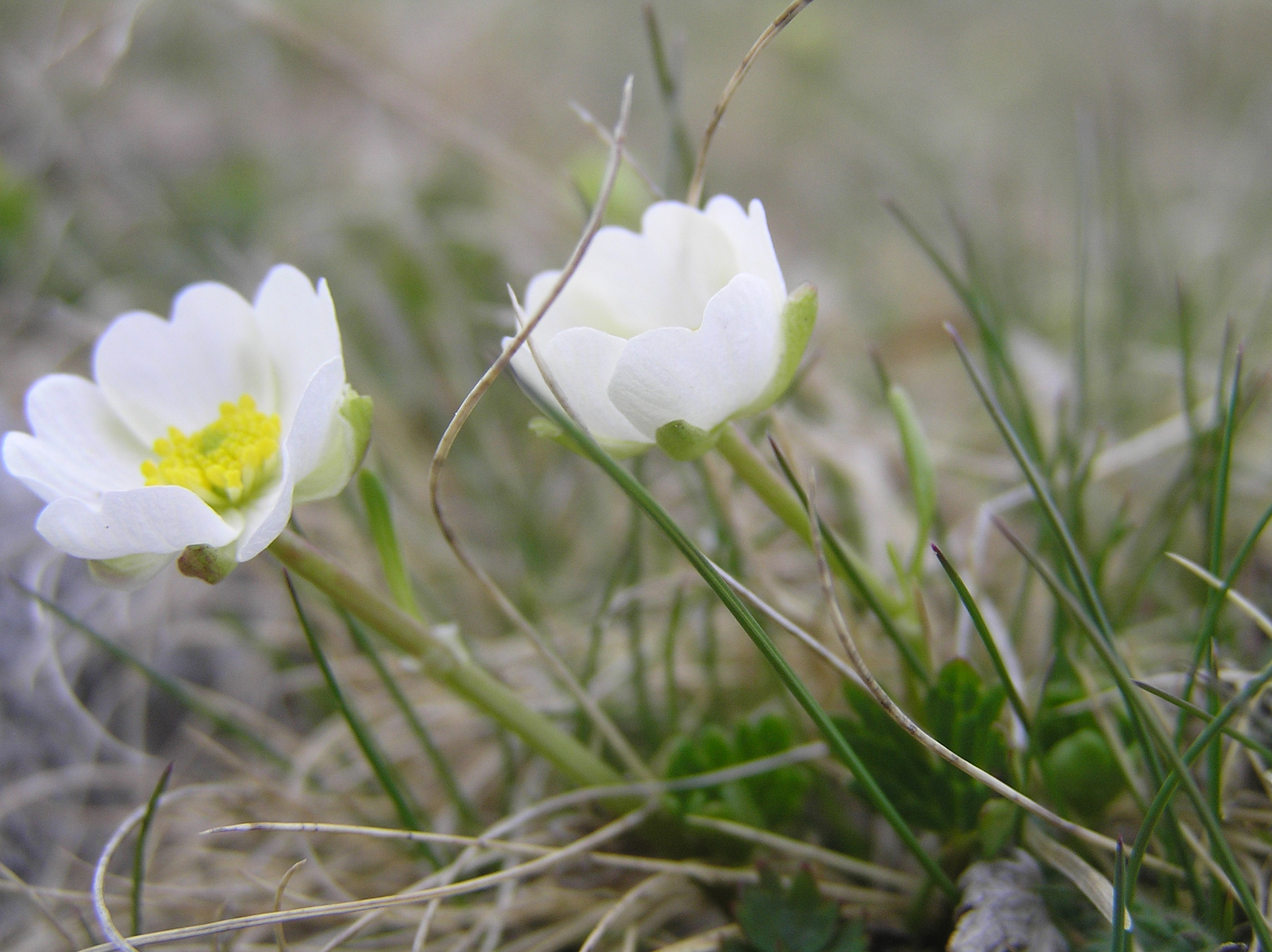
Ranunculus alpestris

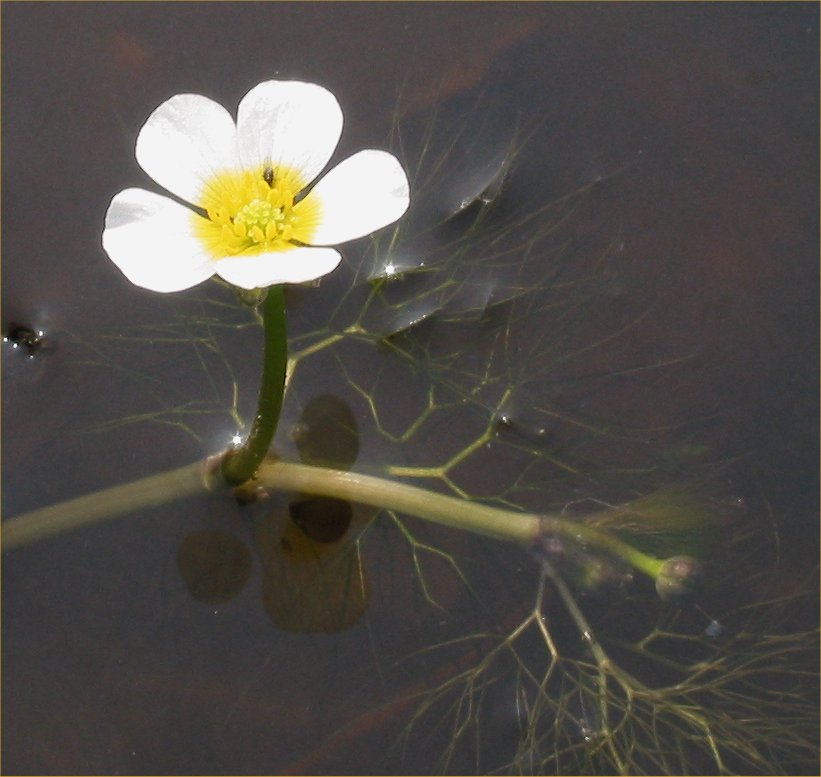
Ranunculus aquatilis

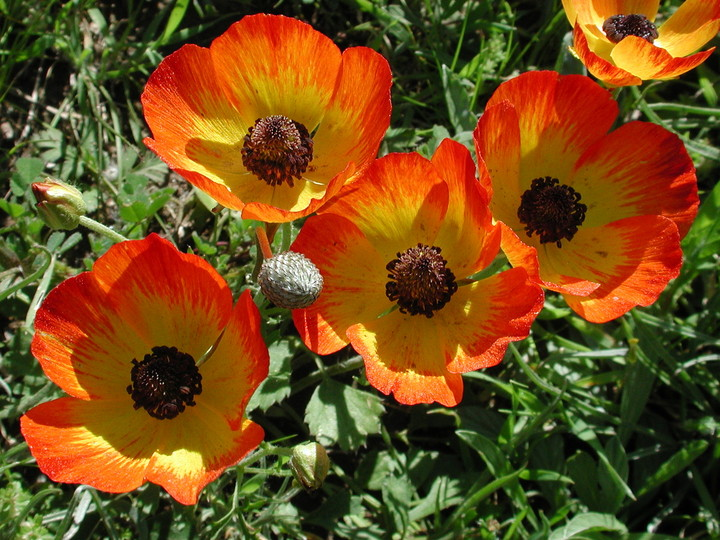
Ranunculus asiaticus

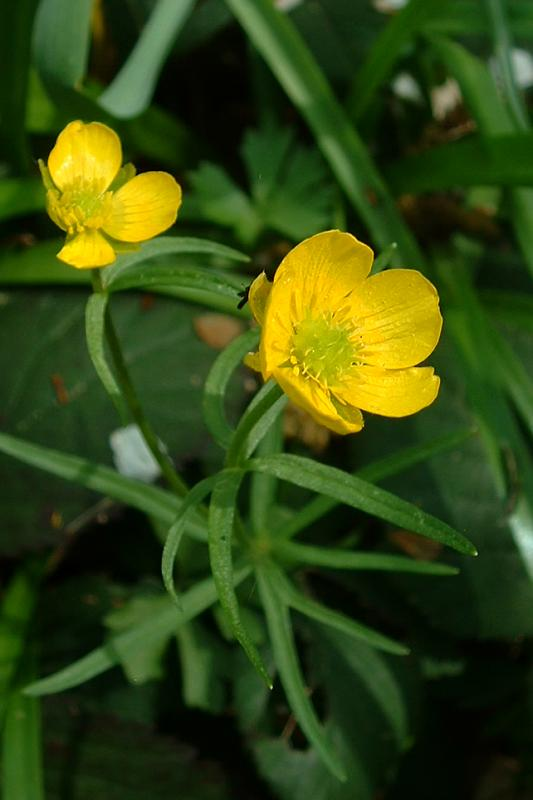
Ranunculus auricomis

- Ranunculus abnormis Cutanda & Willk. (1859)
- Ranunculus acetosellifolius Boiss. (1838)
- Ranunculus aconitifolius L. (1753) - Ranuncolo a foglie di aconito
- Ranunculus acris L. - Ranuncolo comune

(sinonimi: R. acer Auct.; R. stevenii Beck)
- subsp. acris
- subsp. borealis (Regel) Nyman (1878)

(sinonimi: R. stevenii Hiitonen; R. glabriusculus Rupr.; R. borealis Trautv.)
- subsp. friesianus (Jord.) Rouy & Foucaud (1893)

(sinonimi: R. stevenii Auct. gall.; R. acris subsp. despectus M.Lainz)
- subsp. pumilus (Wahlenb.) A.Löve & D.Löve (1958)
- subsp. strigulosus (Schur) Hyl. (1943)

(sinonimo: R. stevenii Auct. ross.)
- Ranunculus aduncus Gren. (1847)  - Ranuncolo adunco

(sinonimo: R. villarsii Auct.)
- Ranunculus aesontinus Pign. (P)
- Ranunculus affinis R.Br. (1824)

(sinonimi: R. auricomus var. glabratus Lynge; R. pedatifidus Auct.)
- Ranunculus allemannii Br. - Bl. (P)
- Ranunculus alpestris L. (1753)  - Ranuncolo alpestre

(sinonimo: R. caballeroi Losa & P.Monts.)
- subsp. alpestris
- subsp. traunfellneri (Hoppe) P.Fourn. (1936)

- Ranunculus amplexicaulis L. (1753)
- Ranunculus apenninus (Chiov.) Pignatti (1983)  - Ranuncolo dell'Appennino
- Ranunculus aquatilis L. (1753) - Ranuncolo acquatico

(sinonimi: R. heterophyllus Weber; Batrachium radians (Revel) Dumort.; Batrachium aquatilis (L.) Dumort.; R. diversifolius Gilib.; R. capillaceus Thuill.; Batrachium gilibertii V.I.Krecz.; R. godronii Gren.; R. radians Revel)
- Ranunculus arvensis L. (1753)  - Ranuncolo dei campi
- Ranunculus asiaticus L. (1753)  - Ranuncolo asiatico

(sinonimo: Cyprianthe asiatica (L.) Freyn)
- Ranunculus augustanus Pign. (P)
- Ranunculus auricomus L. (1753)  - Ranuncolo botton d'oro

(sinonimo: R. binatus Kit.)

## B

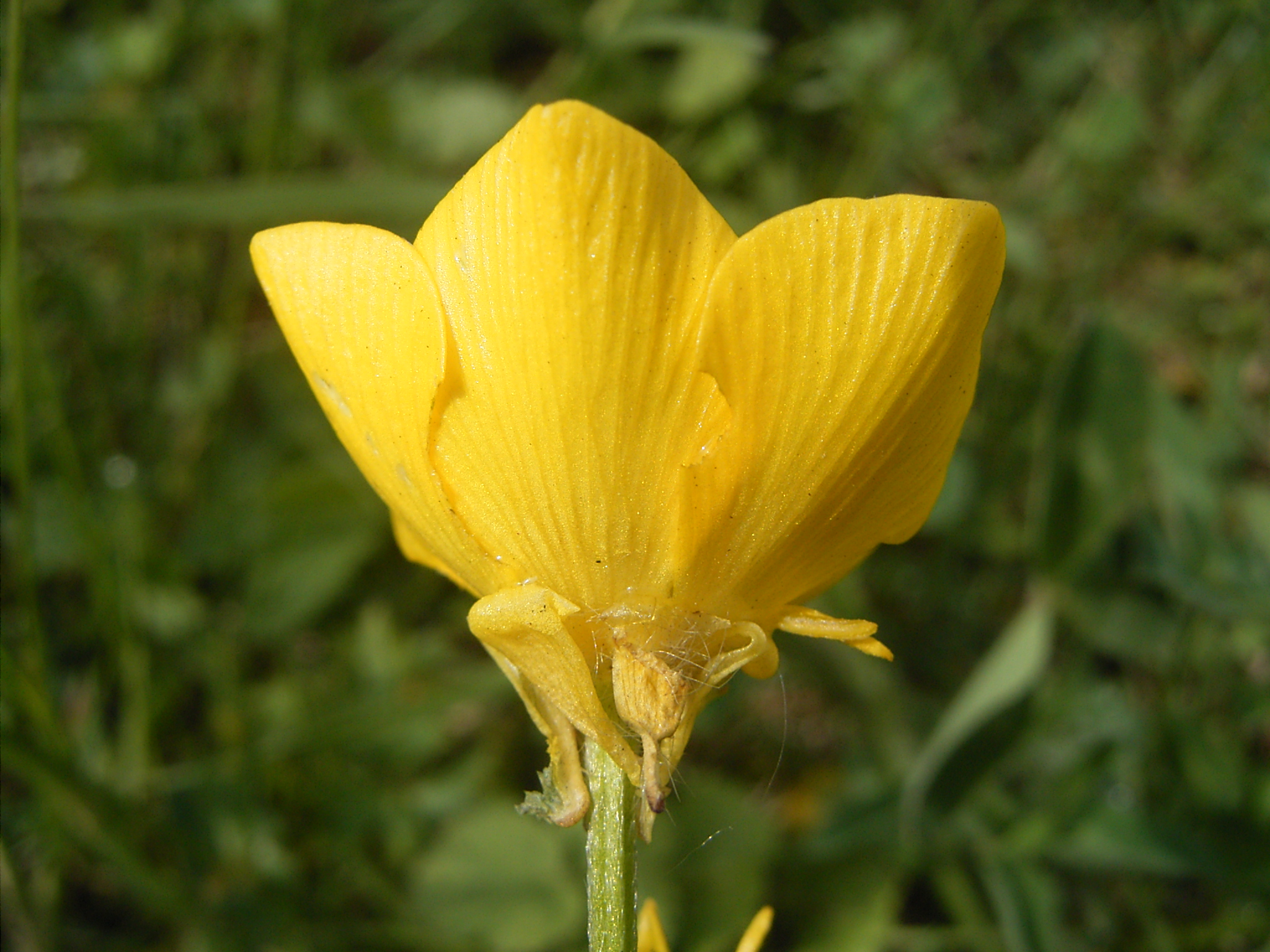
Ranunculus bulbosus

- Ranunculus barceloi Grau (1984)

(sinonimi: R. chaerophyllos var. balearicus Barceló; R. pusillus Pomel non Poiret)
- Ranunculus batrachioides Pomel (1874)  - Ranuncolo giallo-bianco

(sinonimo: R. xantholeucos Coss. & Durieu)
- subsp. brachypodus G.López (1985)

- Ranunculus baudotii Godr. (1840) - Ranuncolo di Baudot

(sinonimi:  Batrachium petiveri (W.D.J.Koch) F.W.Schultz; Batrachium marinum Fr.; Batrachium baudotii (Godr.) Bosch; Ranunculus fucoides Freyn; R. tripartitus Auct. Fl. Sic. Non DC.; R. confusus Godron)
- Ranunculus bilobus Bertol. (1858)  - Ranuncolo bilobo
- Ranunculus boreoapenninus Pign. (P)
- Ranunculus braum-blanquetii Pign. (P)
- Ranunculus brevifolius Ten. (1815) - Ranuncolo a foglie brevi
- Ranunculus breyninus Crantz. (1763) (FA) - Ranuncolo della Raxalpe

(sinonimi: R. hornschuchi; R. oreophilus M.Bieb.; R. montanus Willd.)
- Ranunculus brutius Ten. (1811) - Ranuncolo di Calabria

(sinonimo:  R. calabrus Grande)
- Ranunculus bulbosus L. (1753)  - Ranuncolo bulboso

(sinonimo: R. heucherifolius C.Presl)
- subsp. bulbifer (Jordan) Neves (P)
- subsp. bulbosus

(sinonimi: R. bulbosus subsp.bulbifer (Jord.) P.Fourn.; R. bulbifer Jord.)
- subsp. aleae (Willk.) Rouy & Foucaud (1893)

(sinonimi: R. bulbosus subsp. broteri (Freyn) Vasc.; R. gallecicus Willk.; R. adscendens Brot.; R. occidentalis Freyn; R. aleae Willk.; R. bulbosus subsp. adscendens (Brot.) J.B.Neves; R. bulbosus subsp.gallecicus (Willk.) P.W.Ball & Heywood; R. broteri Freyn)
- subsp. castellanus (Freyn) P.W.Ball & Heywood (1962)

(sinonimo: R. castellanus Freyn)
- Ranunculus bullatus L. (1753) - Ranuncolo rosulato
- Ranunculus bupleuroides Brot. (1804)

## C

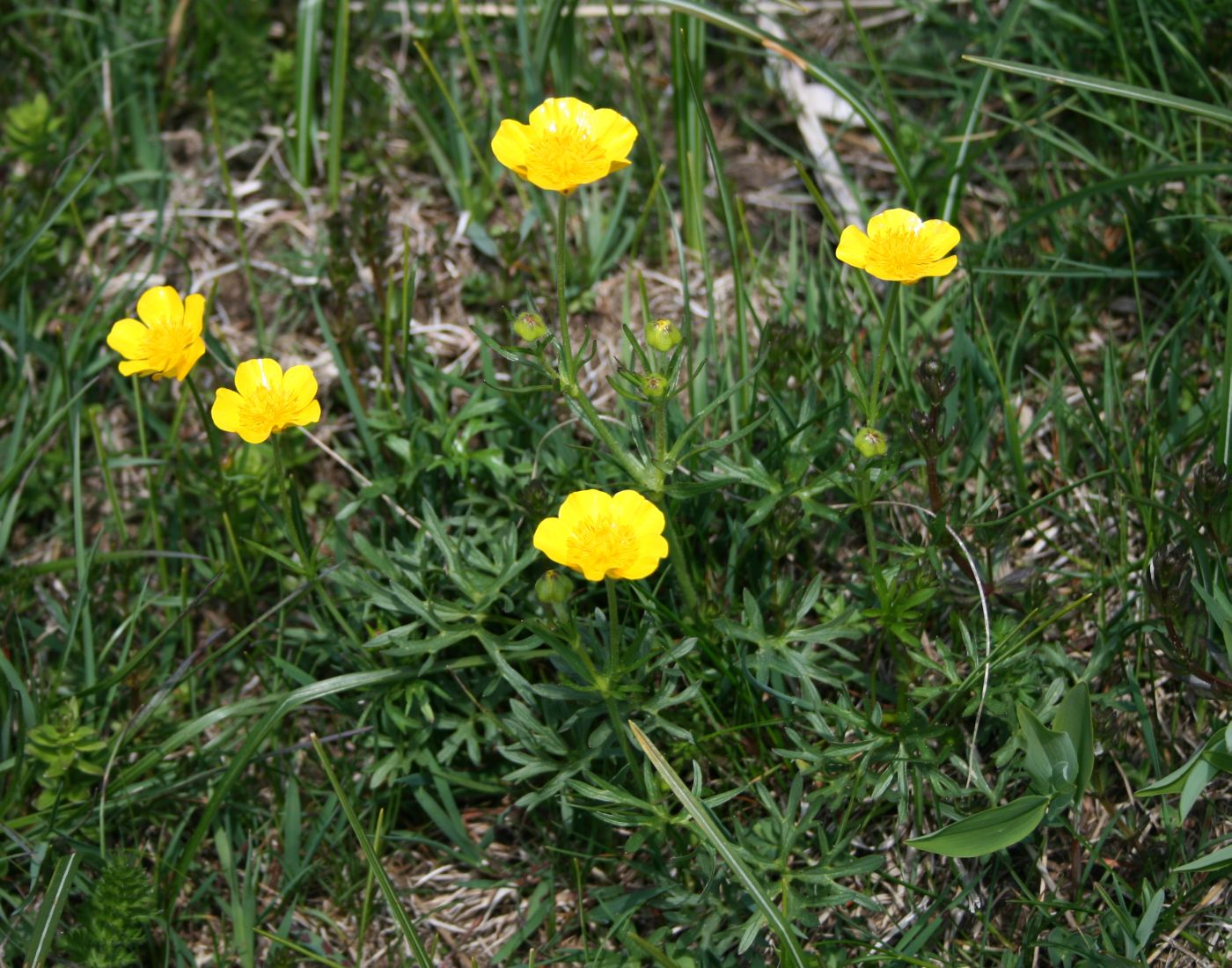
Ranunculus carinthiacus

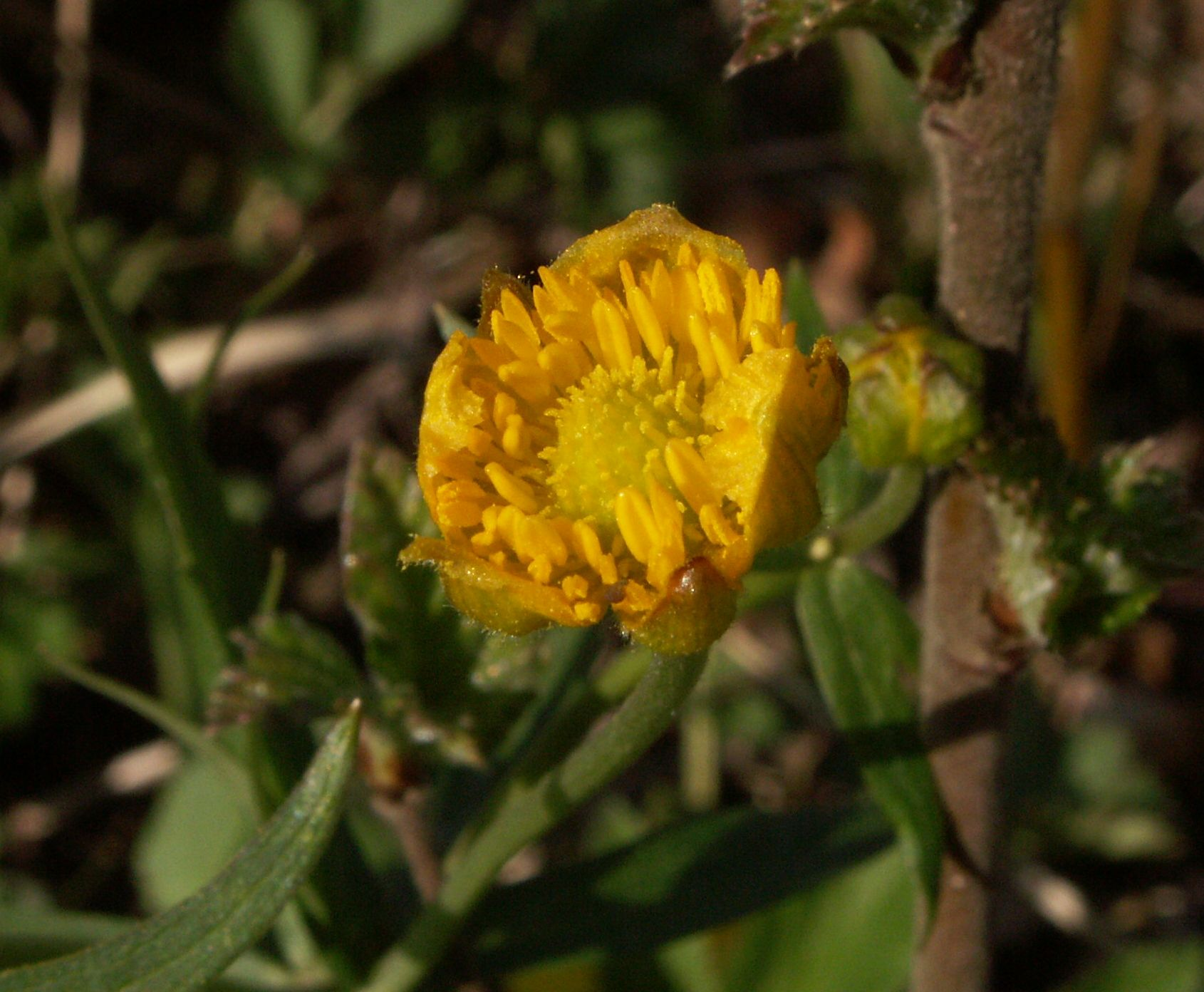
Ranunculus cassubicus

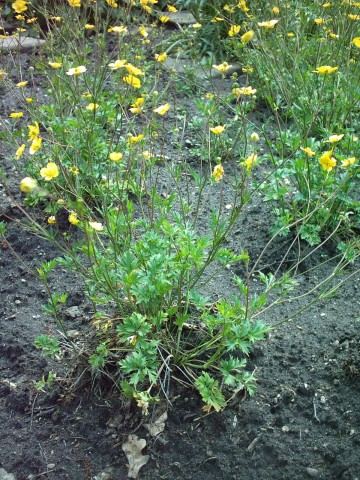
Ranunculus caucasicus

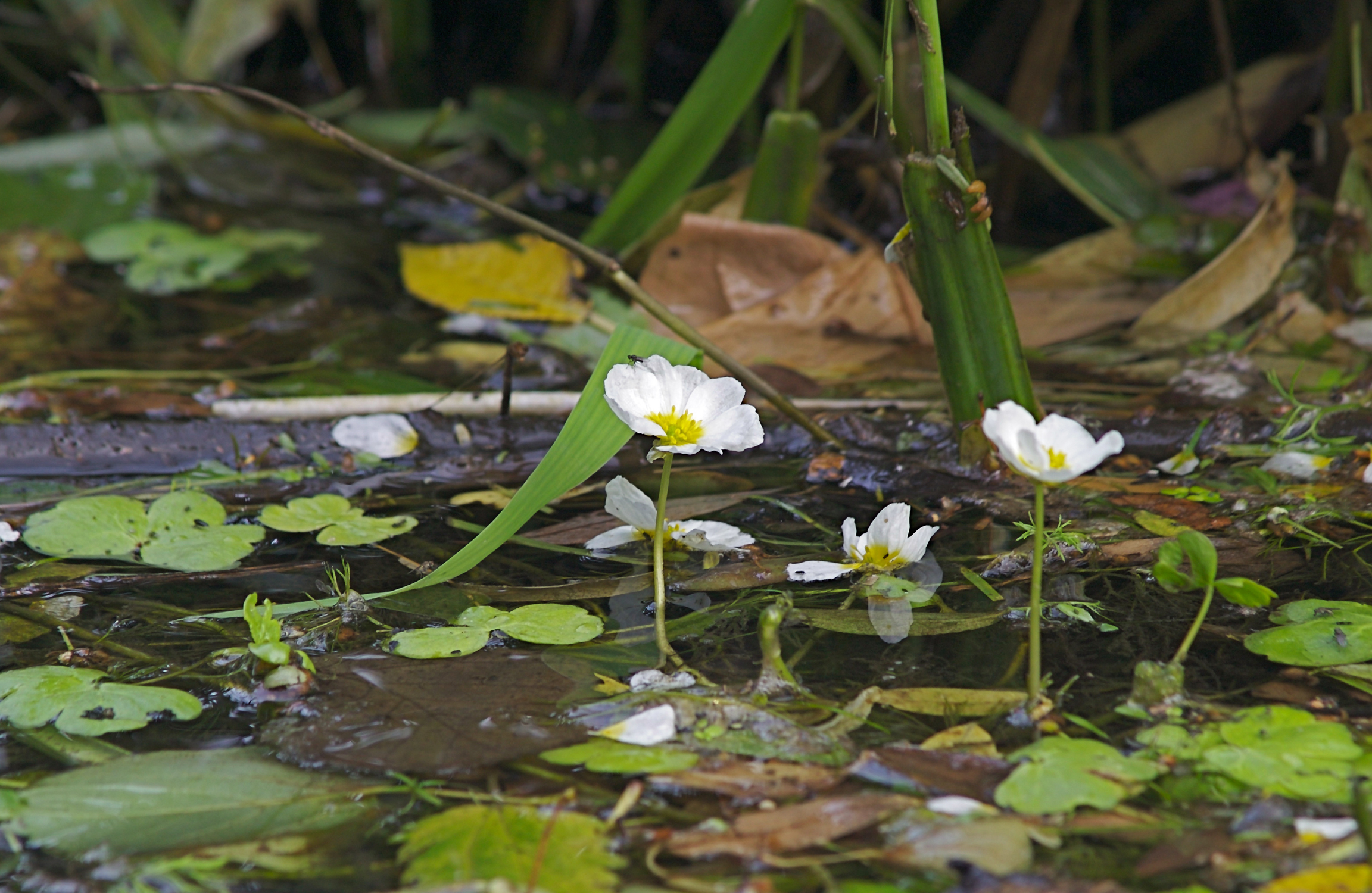
Ranunculus circinatus

- Ranunculus carinthiacus Hoppe (1826) - Ranuncolo di Carinzia
- Ranunculus carpaticus Herbich (1836)

(sinonimo: R. dentatus (Baumg.) Freyn)
- Ranunculus cassubicus L. (1753) - Ranuncolo polacco

(sinonimi: R. flabellifolius Heuff. & Rchb.; R. allemannii Braun-Blanq.)
- Ranunculus caucasicus M.Bieb. (1808)
- Ranunculus chius DC. (1817) - Ranuncolo ingrossato

(sinonimi: R. schraderianus Fischer & Meyer; R. incrassatus Guss.)
- Ranunculus circinatus Sibth. (1794)  - Ranuncolo circinnato

(sinonimi:  R. divaricatus H.J.Coste; Batrachium foeniculaceum Auct.; R. capillaceus Thuill.; Batrachium circinatum (Sibth.) Fr.; R. foeniculaceus Gilib.)
- Ranunculus clethraphilus Litard. (1909) - Ranuncolo montano della Corsica

(sinonimo: R. geraniifolius var. aurimontanus Briq.)
- Ranunculus concinnatus Schott (1857)

(sinonimo: R. croaticus Schott)
- Ranunculus constantinopolitanus (DC.) d'Urv. (1822)

(sinonimo: R. villosus subsp. constantinopolitanus (DC.) Jelen.)
- Ranunculus cordiger Viv. (1824) - Ranuncolo cordato

(sinonimi: R. cordiger subsp. diffusus (Moris) Arrigoni; R. angulatus Fiori)
- Ranunculus cornutus DC. (1817)

(sinonimo: R. lomatocarpus Fisch. & C.A.Mey.)
- Ranunculus cortusifolius Willd. (1809)

(sinonimo: R. megaphyllus Steud.)
- Ranunculus crenatus Waldst. & Kit. (1799)

(sinonimo: R. magellensis Ten.)
- Ranunculus creticus L. (1753)
- Ranunculus cupreus Boiss. & Heldr. (1849)
- Ranunculus cymbalaria Pursh (1814)
- Ranunculus cymbalarifolius Balb. ex Moris (1827) - Ranuncolo a foglie di cimbalaria

(sinonimo: R. balbisii Moris)

## D
- Ranunculus degenii Kümmerle & Jáv. (1921)
- Ranunculus demissus DC. (1817) - Ranuncolo modesto
- Ranunculus dissectus M.Bieb. (1808)

## F

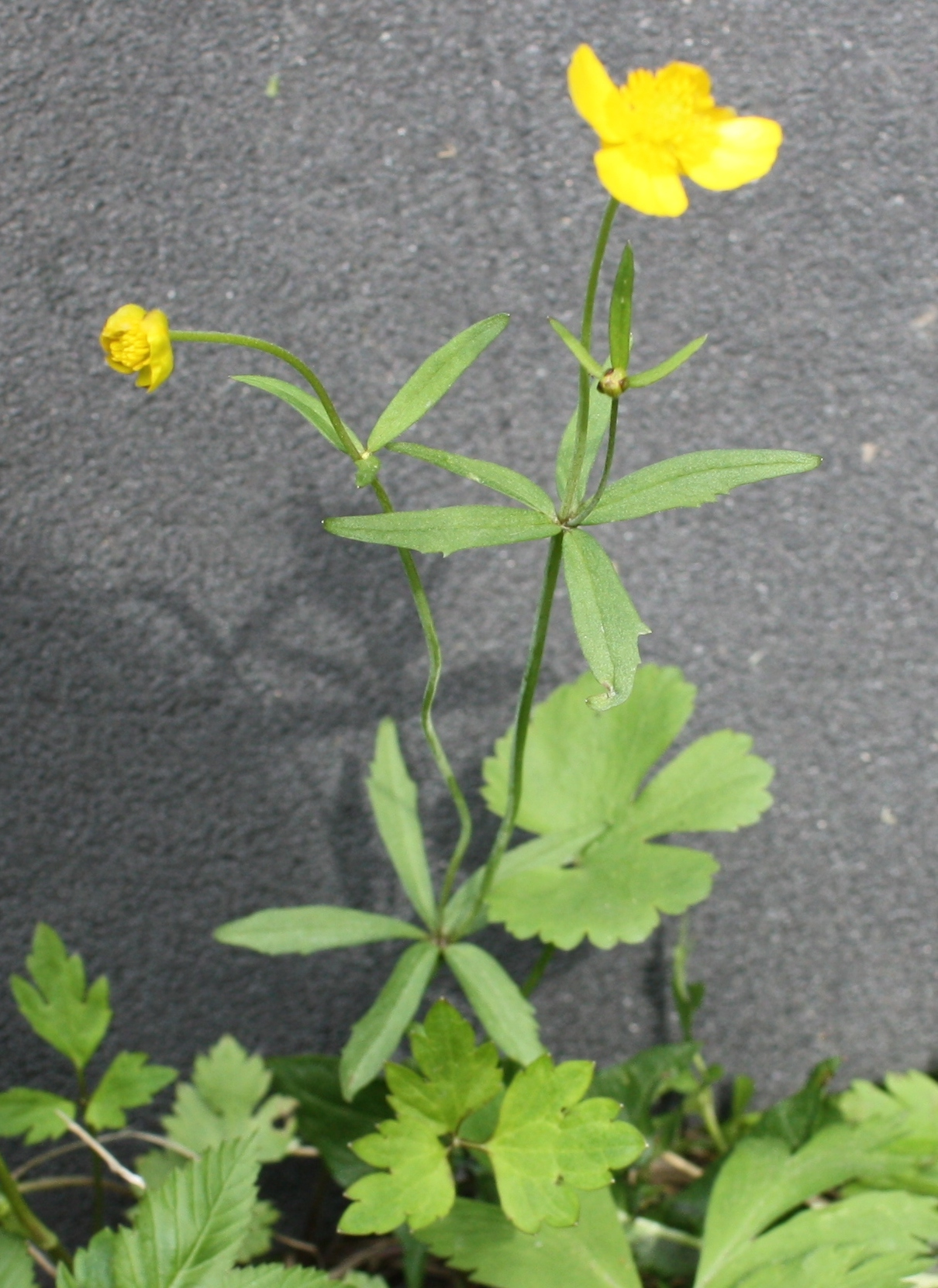
Ranunculus fallax

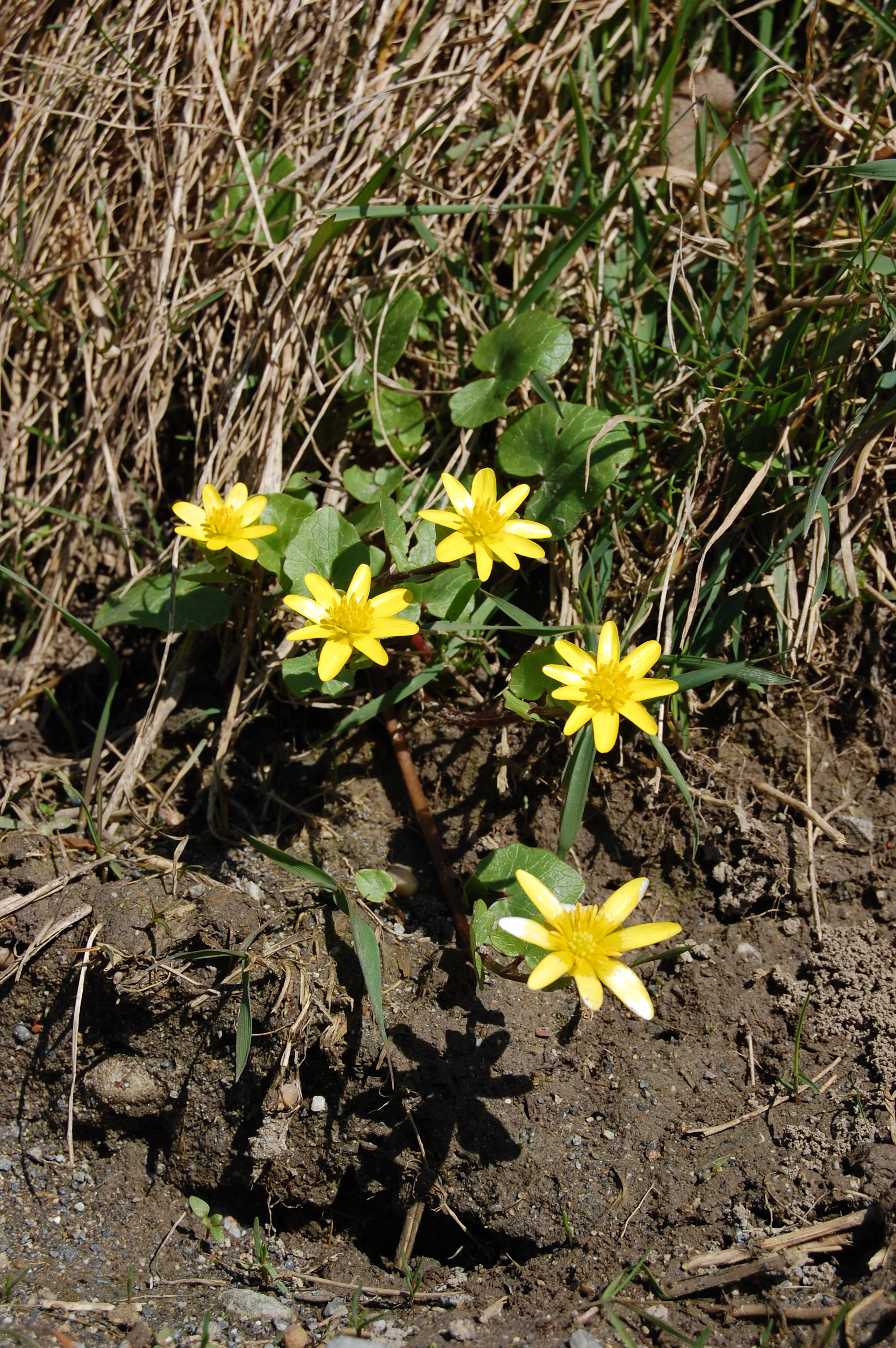
Ranunculus ficaria

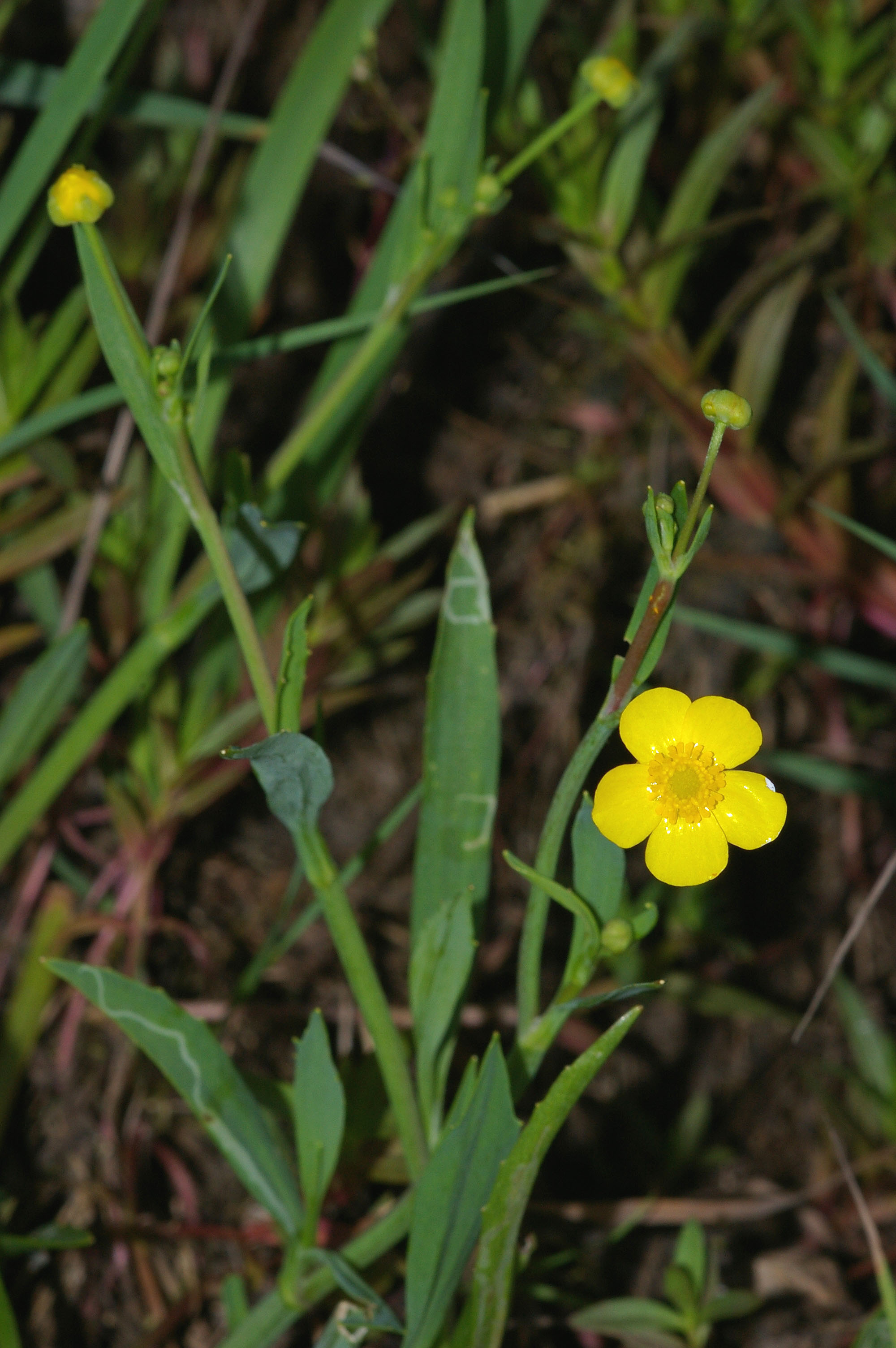
Ranunculus flammula

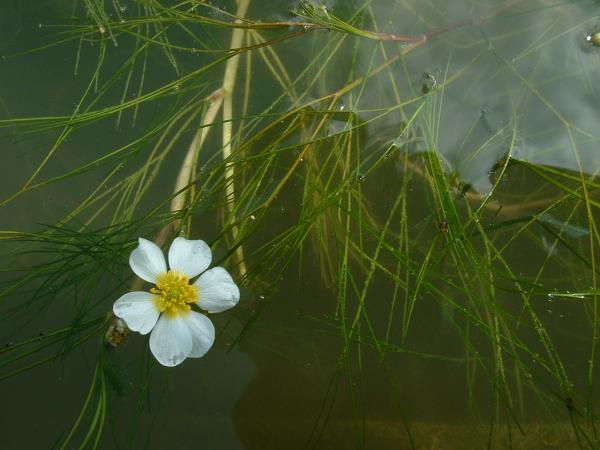
Ranunculus fluitans

- Ranunculus falcatus L (1753) (FA) – Ranuncolo falcato

(sinonimi: Ceratocephala falcata; Ranunculus falcatus subsp. incurvus)
- Ranunculus fallax (Wimm. & Grab.) Sloboda (1888) - Ranuncolo incerto

(sinonimo: R. megacarpus W.Koch
- Ranunculus ficaria L. (1753) - Ranuncolo favagello

(sinonimi:  Ficaria degenii Hervier; Ficaria nudicaulis A.Kern.; Ficaria ranunculoides Roth; Ficaria verna Huds.; Ficaria vulgaris A.St.-Hil.)
- subsp. ficaria
- subsp. bulbilifer Lambinon (1981)

(sinonimo: R. ficaria subsp. bulbifer Lawalrée)
- subsp. calthifolius (Rchb.) Arcang. (1882)

(sinonimi:  Ficaria calthifolia Rchb.; R. calthifolius Rchb.)
- subsp. chrysocephalus P.D.Sell (1991)
- subsp. fertilis Laegaard (2001) (FA)

(sinonimi: R. ranunculoides; R. verna)
- subsp. ficariiformis (F.W.Schultz) Rouy & Foucaud (1893)

(sinonimi: R. ficariformis F.W.Schultz; R. ficariiformis F.W.Schultz; Ficaria grandiflora Robert; R. calthifolius (Guss.) Jord.)
- subsp. nudicaulis (Kerner) Hegi (P)

(sinonimo: Ficaria calthaefolia Rchb.)
- Ranunculus ficariiformis F.W.Schultz (P) – Ranuncolo favagello maggiore

(sinonimi: R. ficaria subsp. ficariiformis Rouy & Fouc.; Ficaria grandiflora Robert; Ficaria calthaefolia Auct. Fl. Ital. non Rchb.)
- Ranunculus ficarioides Bory & Chaub. (1838)

(sinonimo: Ficaria ficarioides (Bory & Chaub.) Halácsy)
- var. gracilis Barbey 

- Ranunculus flabellatus Desf. (P) – Ranuncolo paludoso

(sinonimi: R. chaerophyllus Auct. Fl. Ital. non L.; R. paludosus Poiret)
- Ranunculus flammula L. (1753) - Ranuncolo delle passere

- subsp. flammula
- subsp. minimus (A.Benn.) Padmore (1957)
- subsp. scoticus (E.S.Marshall) A.R.Clapham (1952)

(sinonimo: R. scoticus E.S.Marshall
- Ranunculus fluitans Lam. (1779) - Ranuncolo fluitante

(sinonimo: Batrachium fluitans (Lam.) Wimm. )
- Ranunculus fontanus C.Presl (1822) - Ranuncolo delle fonti

(sinonimo: R. ophioglossifolius var fontanus Chab.)
- Ranunculus friesianus Jordan (P) – Ranuncolo di Fires

(sinonimi: R. steveni Auct. non Andrz.; R. acris subsp. steveni Hegi.)

## G
- Ranunculus gardenensis Pign. (P)

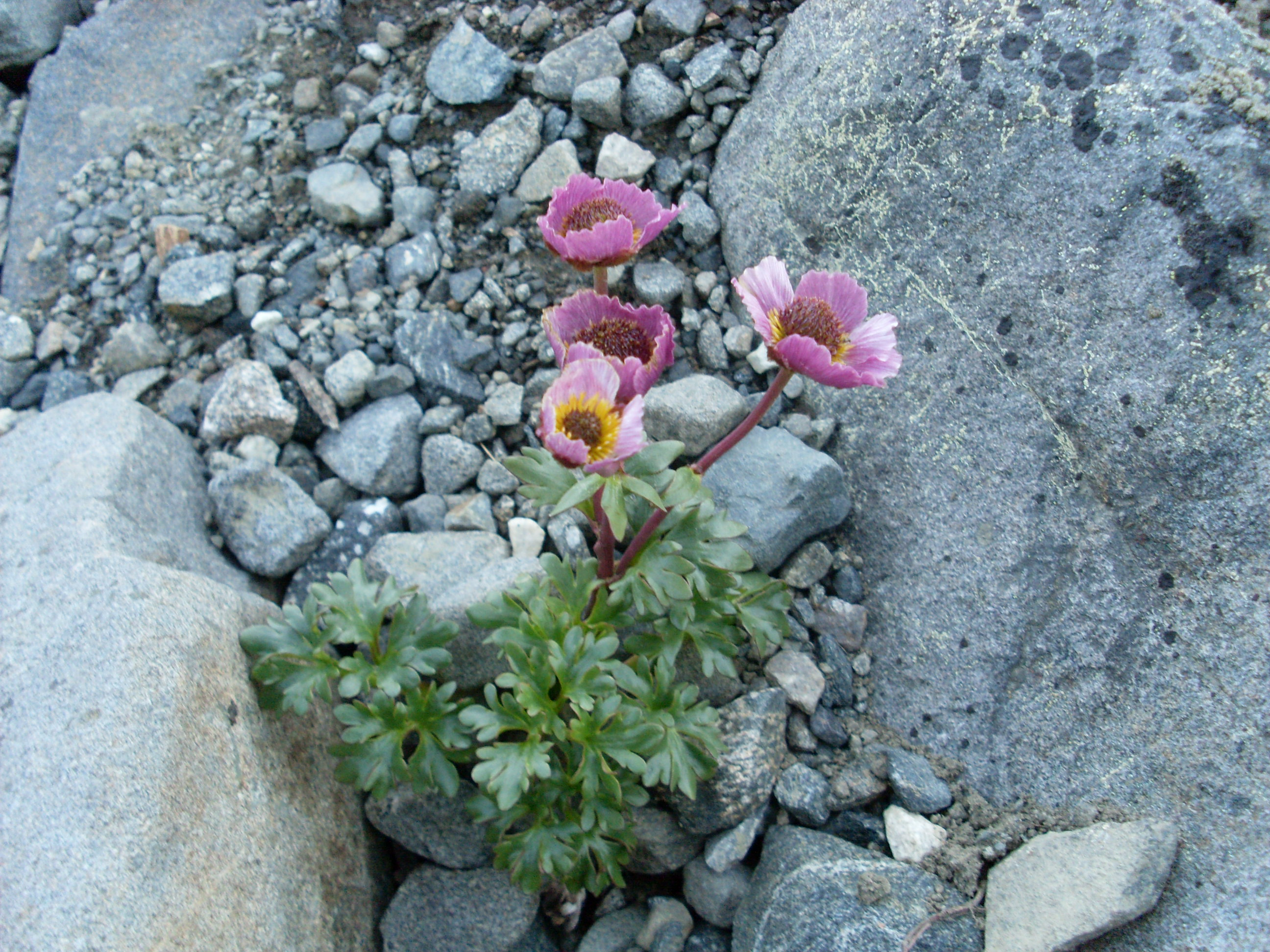
Ranunculus glacialis

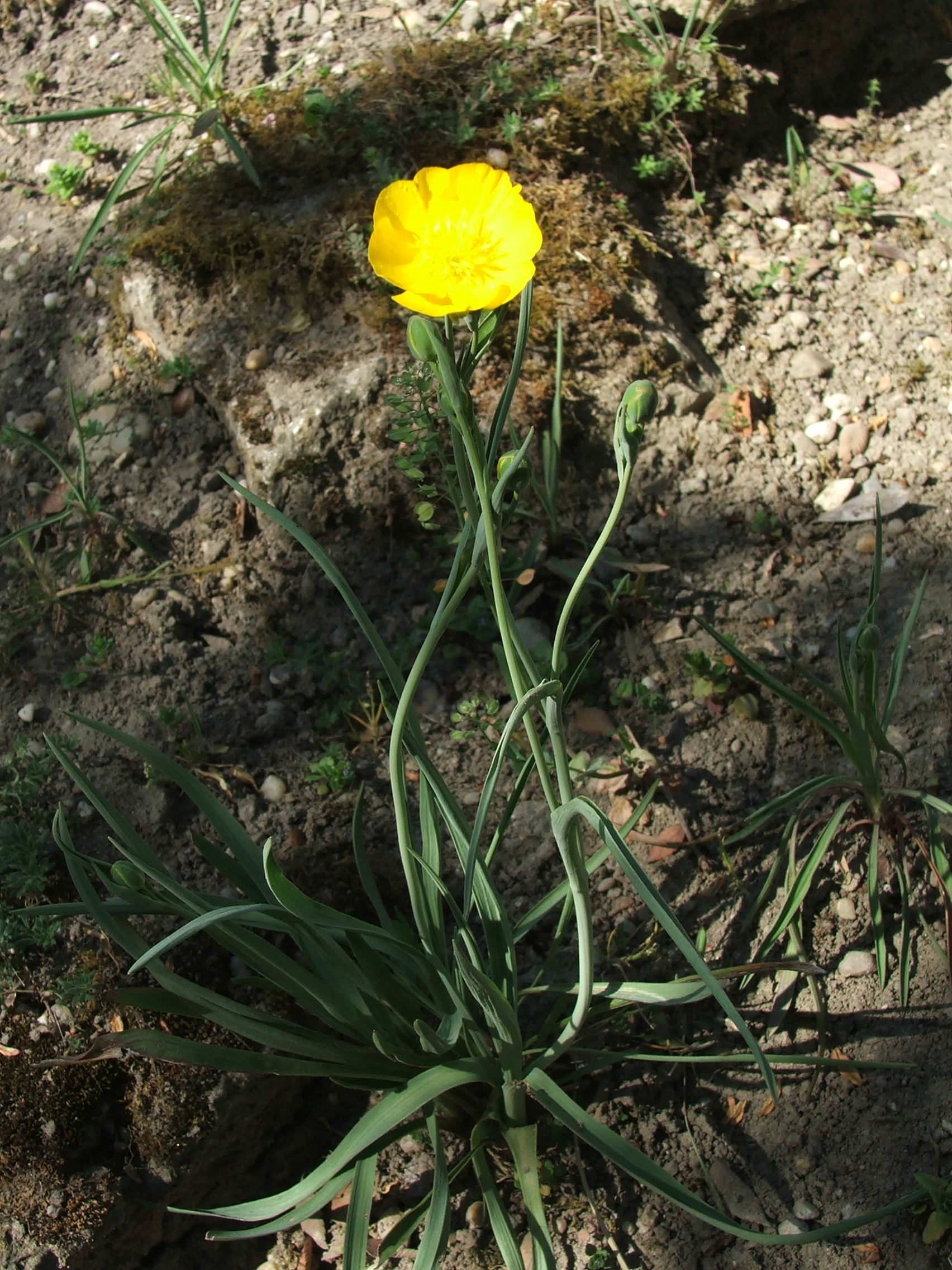
Ranunculus gramineus

- Ranunculus garganicus Ten. (P) – Ranuncolo del Gargano
- Ranunculus glacialis L. (1753) - Ranuncolo glaciale

(sinonimi: Oxygraphis vulgaris Freyn ; Oxygraphis gelidus (Hoffmgg.) O.Schwarz)
- Ranunculus gmelinii DC. (1817)
- Ranunculus gortanii Pign. (P)
- Ranunculus gouanii Willd. (1800)
- Ranunculus gracilis E.D.Clarke (1814) - Ranuncolo gracile

(sinonimi: R chaerophyllos Hayek, non L.; R. agerii Bertol.; R. ageri Bertol.)
- Ranunculus gramineus L. (1753) - Ranuncolo gramineo
- Ranunculus granatensis Boiss. (1853)

(sinonimi: R. acris subsp. granatensis (Boiss.) Nyman; R. stevenii Freyn)
- Ranunculus gregarius Brot. (1804)

(sinonimo: R. hollianus Rchb.; R. olyssiponensis Pers.)
- Ranunculus grenieranus Jord. (1854) - Ranuncolo di Grenier

## H

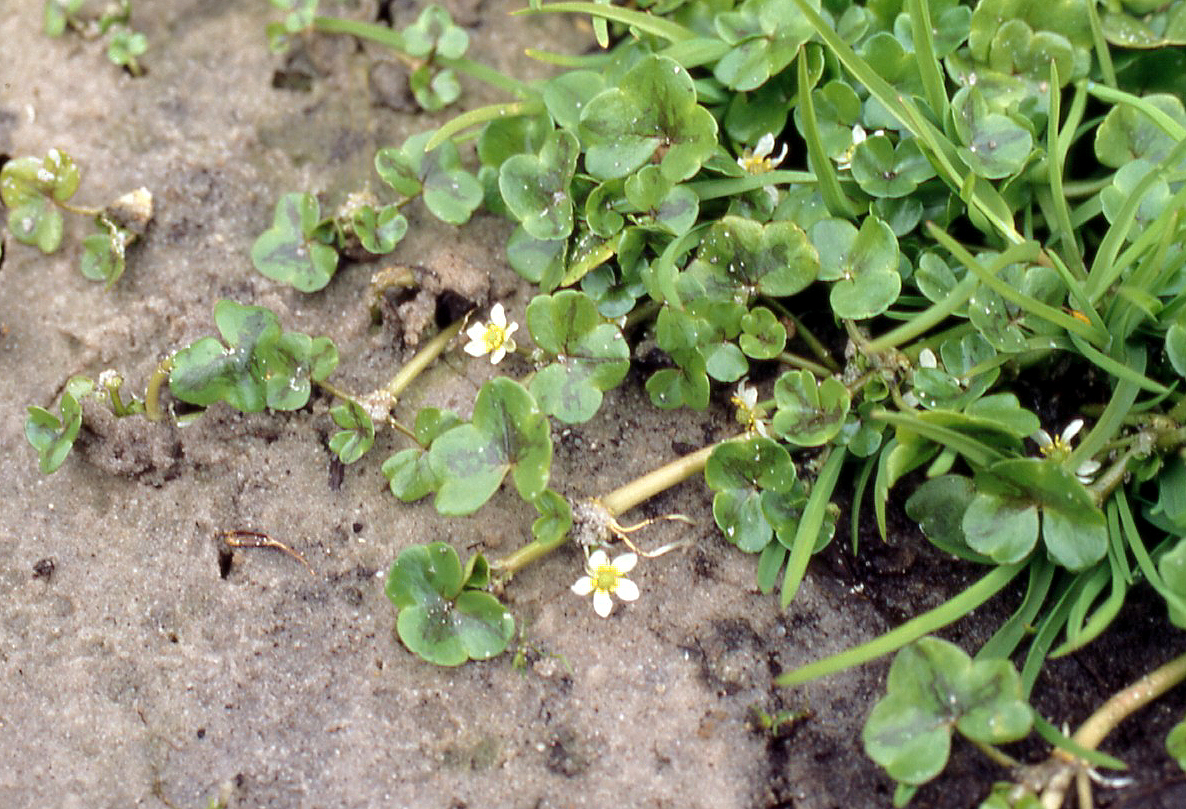
Ranunculus hederaceus

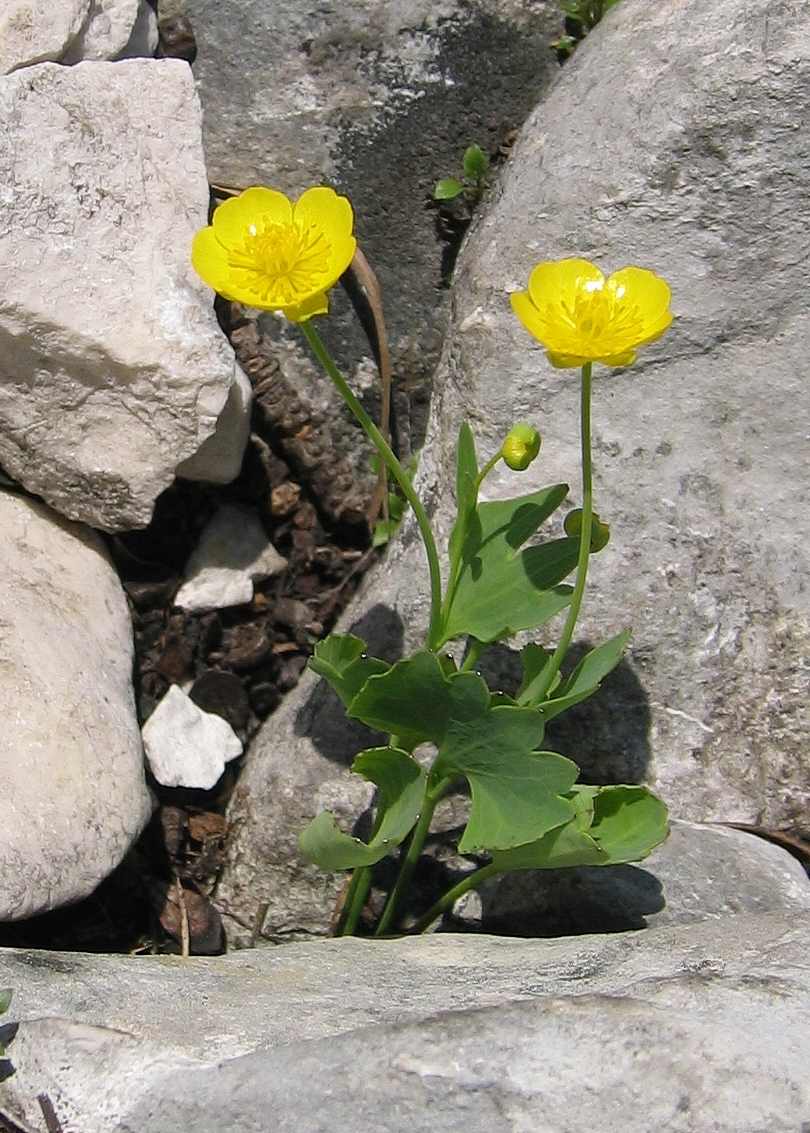
Ranunculus hybridus

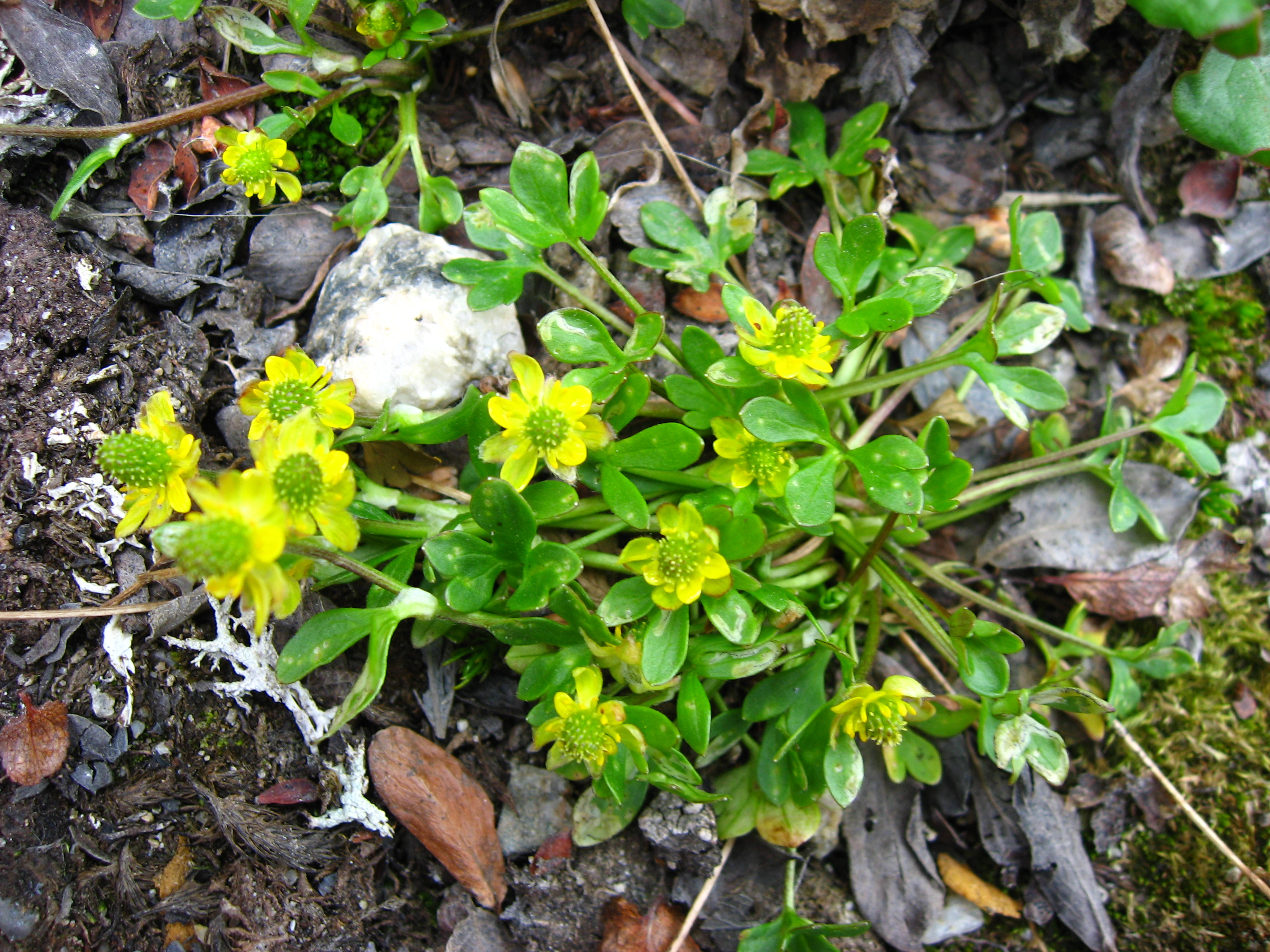
Ranunculus hyperboreus

- Ranunculus hayekii Dörfl. (1918)
- Ranunculus hederaceus L. (1753)

(sinonimo: Batrachium hederaceum (L.) Gray )
- Ranunculus hostiliensis Pign. (P)
- Ranunculus hybridus Biria (1811) - Ranuncolo ibrido
- Ranunculus hyperboreus Rottb. (1770)

- subsp. hyperboreus
- subsp. arnellii Scheutz (1888)

(sinonimo: R. samojedorum Rupr. )
- subsp. samojedorum (Rupr.) Hultén (1944)

## I

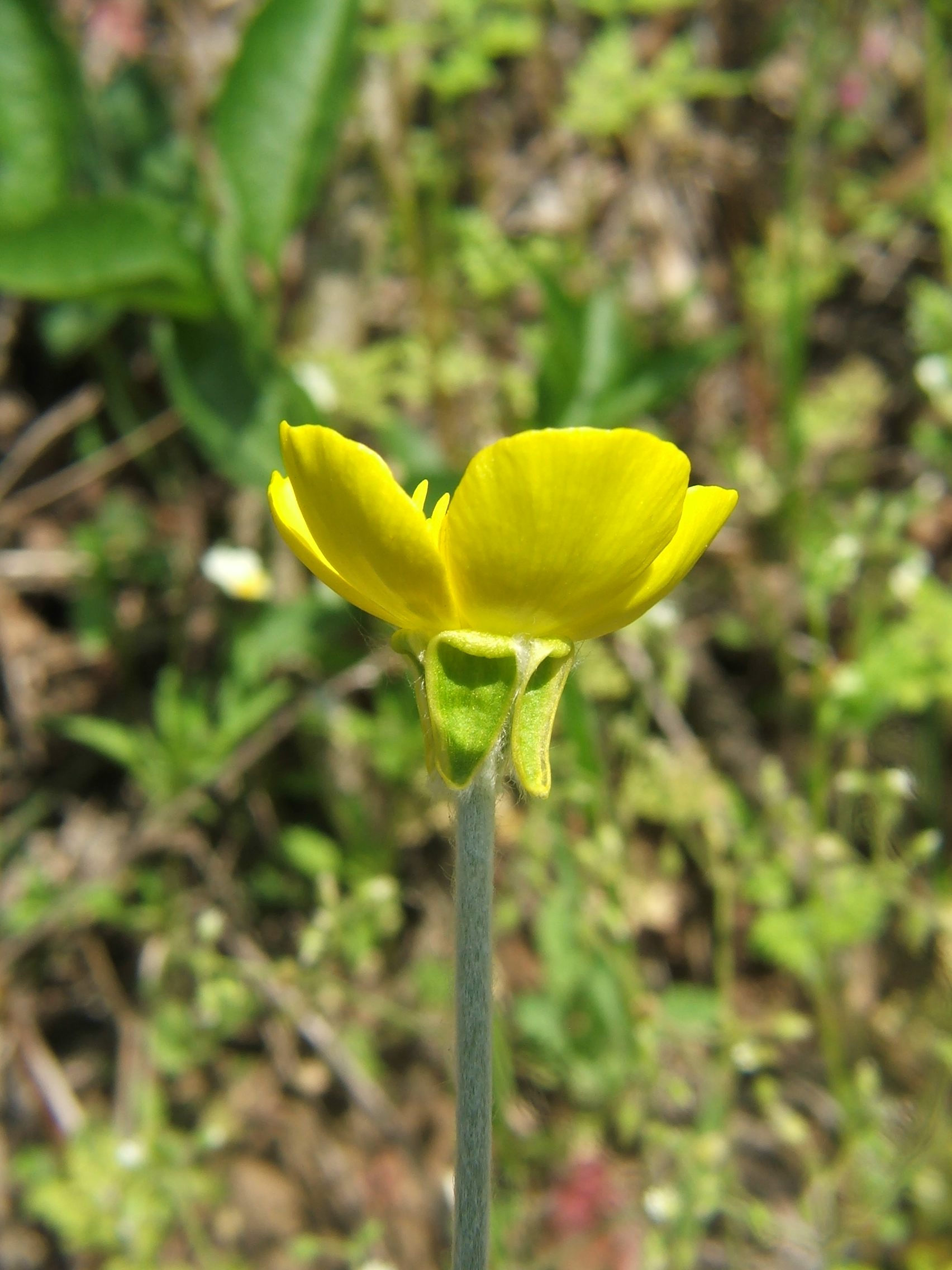
Ranunculus illyricus

- Ranunculus illyricus L. (1753) - Ranuncolo illirico

(sinonimo: R. scythicus Klokov)
- Ranunculus incomparabilis Janka (1872)
- Ranunculus isthmicus Boiss. (1846) - Ranuncolo dell'istmo

(sinonimi: R. orientalis Auct., non L.; R. archesinii Lojacono)
- Ranunculus insubricus Pign. (P)

## K

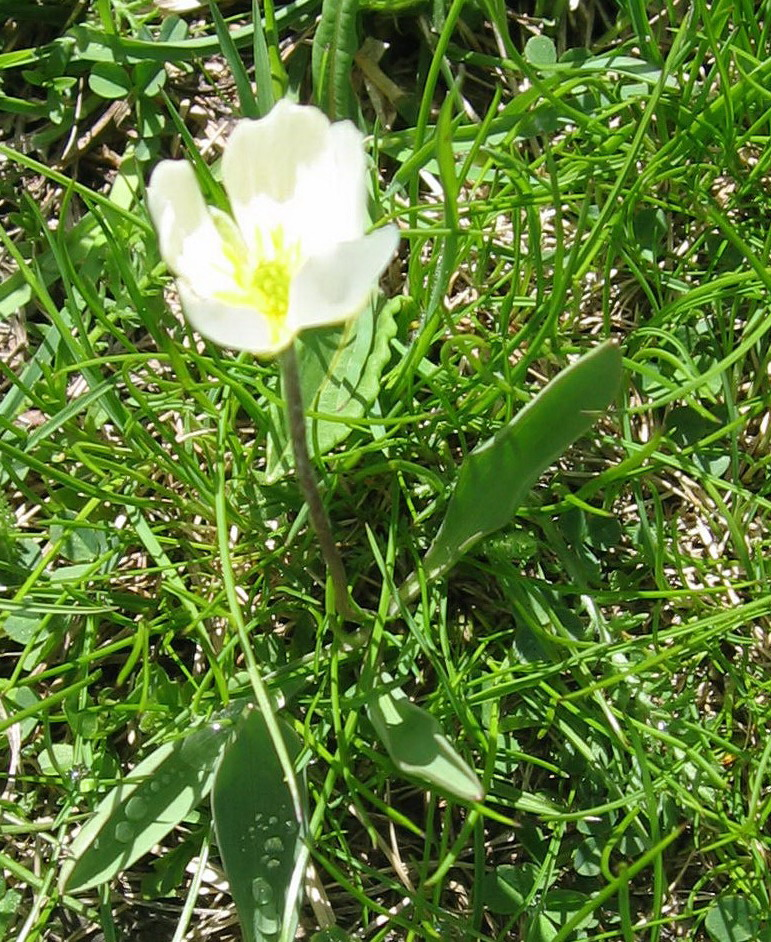
Ranunculus kuepferi

- Ranunculus kamchaticus DC. (1817)

(sinonimo: Oxygraphis glacialis (Fisch.) Bunge )
- Ranunculus keupferi Greuter & Burdet (1987)

(sinonimo: R. pyrenaeus subsp. plantagineus (All.) Rouy & Foucaud )

## L

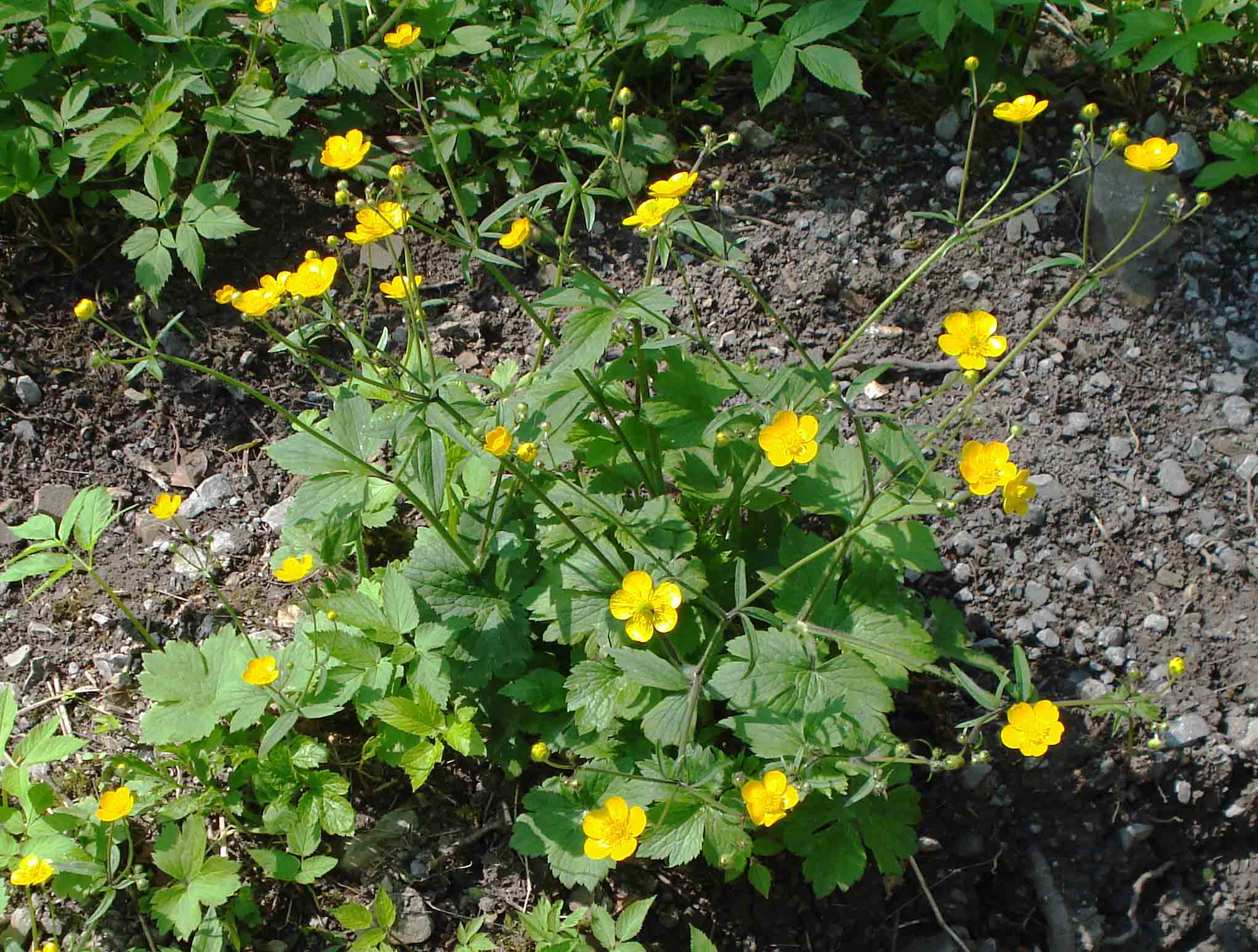
Ranunculus lanuginosus

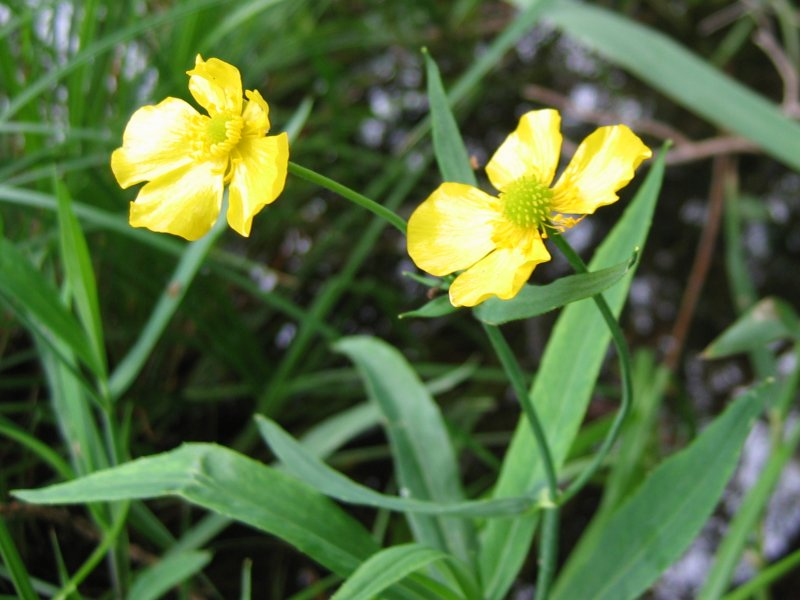
Ranunculus lingua

- Ranunculus lanuginosus L. (1753) - Ranuncolo lanuto

(sinonimo: R. umbrosus Ten. )
- Ranunculus lapponicus L. /1753)

(sinonimo: R. altaicus Laxm.)
- Ranunculus lateriflorus DC. (1817) - Ranuncolo a fiori sessili

(sinonimo: R. nodiflorus Ten.)
- Ranunculus lingua L. (1753) - Ranuncolo delle canne
- Ranunculus ligusticus Pign. (P)
- Ranunculus longipes Lange ex Cutanda (1861)

(sinonimo: R. dichotomiflorus Freyn)
- Ranunculus luminarius Rigo (P)

## M

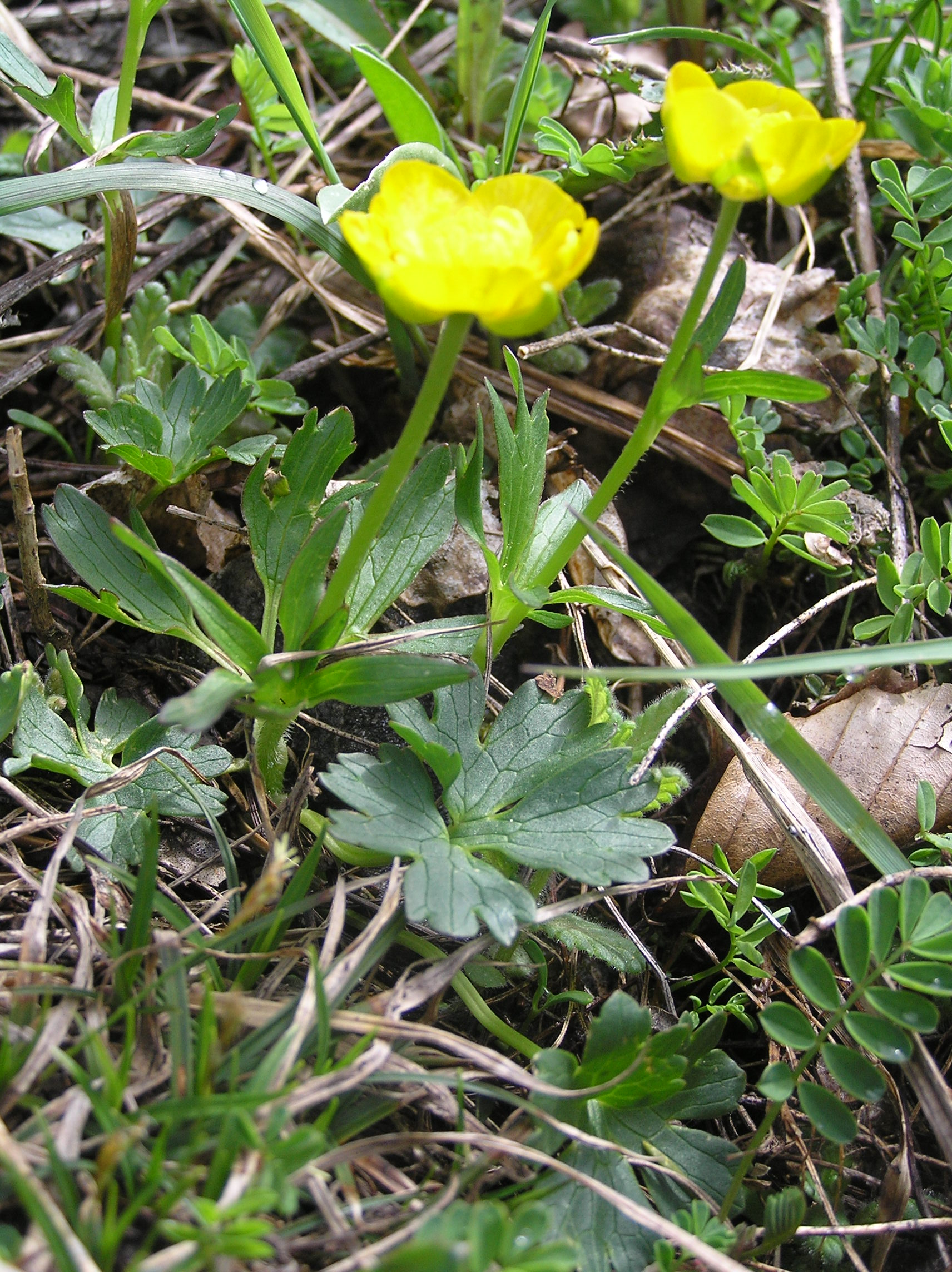
Ranunculus montanus

- Ranunculus macrophyllus Desf. (1798) - Ranuncolo a foglie grandi

(sinonimi: R. byzantinus P.H.Davis; R. palustris Auct., non L. ex Sm; R. procerus Auct. an Moris)
- Ranunculus magellensis Ten. (P) - Ranuncolo della Majella
- Ranunculus marginatus d'Urv. (1822) - Ranuncolo marginato

(sinonimo: R. angulatus C.Presl)
- var. trachycarpus (Fisch. & C.A.Mey.) Azn.

(sinonimo: R. trachycarpus Fisch. & C.A.Me )
- Ranunculus marschlinsii Steud. (1841) - Ranuncolo di Marschlins
- Ranunuclus marsicus Guss. & Ten. (P)
- Ranunculus miliarakesii Halácsy (1912)
- Ranunculus millefoliatus Vahl  (1791) - Ranuncolo millefoglio

(sinonimo: R. garganicus Ten.)
- Ranunculus millii Boiss. & Heldr. (1867)
- Ranunculus monophyllus Ovcz. (1922)
- Ranunculus monspeliacus L. (1753) - Ranuncolo di Montpellier

(sinonimo: R. cylindricus Jord.)
- subsp. monspeliacus (P)
- subsp. saxatilis (Balbis) Rouy (P)

(sinonimo: R. saxatilis Balbis)
- Ranunculus montanus Willd. (1800) - Ranuncolo montano

(sinonimo: R. geranifolius Schinz & Thell.)
- Ranunculus muricatus L. (1753) - Ranuncolo spinoso
- Ranunculus mutinensis Pign. (P)

## N
- Ranunculus neapolitanus Ten. (1825) - Ranuncolo napoletano

(sinonimi: R. eriophyllus K.Koch; R. panormitanus Tod.; R. bulbosus subsp. neapolitanus (Ten.) H.Lindb.; R. heucherifolius Arcang., non C.Presl; R. tomasinii Rchb.)
- Ranunculus nigrescens Freyn (1880)
- Ranunculus nivalis L. (1753)
- Ranunculus nodiflorus L. (1753)

## O
- Ranunculus ollissiponensis Pers. (1806)

(sinonimo: R. gregarius Tutin, non Brot )
- subsp. ollissiponensis

(sinonimi:  R. nevadensis Willk.; R. escurialensis Boiss. & Reut.; R. suborbiculatus Freyn; R. carpetanus Boiss. & Reut.)
- subsp. alpinus (Boiss. & Reut.) Grau (1984)

(sinonimi: R. blepharicarpos Auct., non Boiss.; R. carpetanus var. alpinus Boiss. & Reut.)
- Ranunculus ololeucos J.Lloyd (1844)

(sinonimi: R. lusitanicus Freyn; Batrachium ololeucos (J.Lloyd) Bosch)
- Ranunculus omiophyllus Ten. (1830) - Ranuncolo ederaceo

(sinonimi: R. homoiophyllus Auct.; Batrachium lenormandii (F.W.Schultz) Fr.; R. lenormandii F.W.Schultz; R. coenosus Guss.; R. hederaceus Auct. Fl. Ital. non L.)
- Ranunculus ophioglossifolius Vill. (1789) - Ranuncolo con foglie d'Ofioglosso

- Ranunculus oxyspermus Willd. (1800)

## P

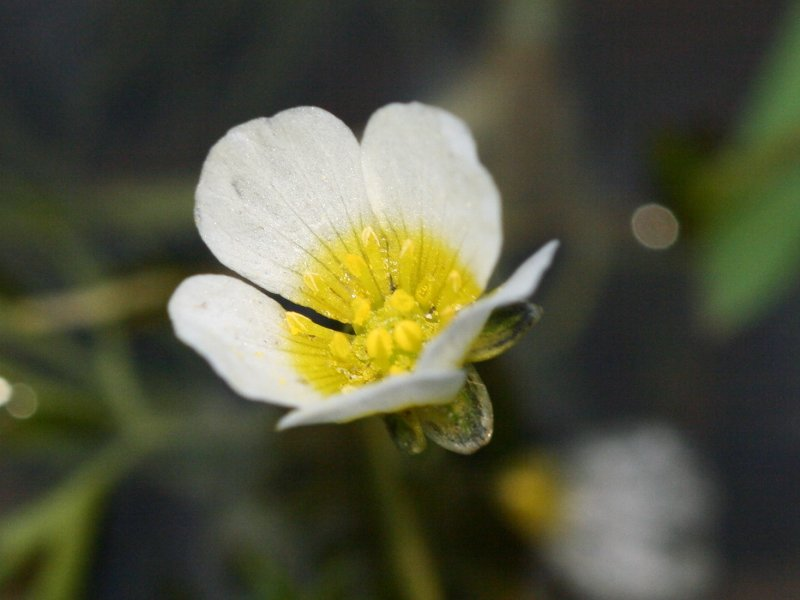
Ranunculus peltatus

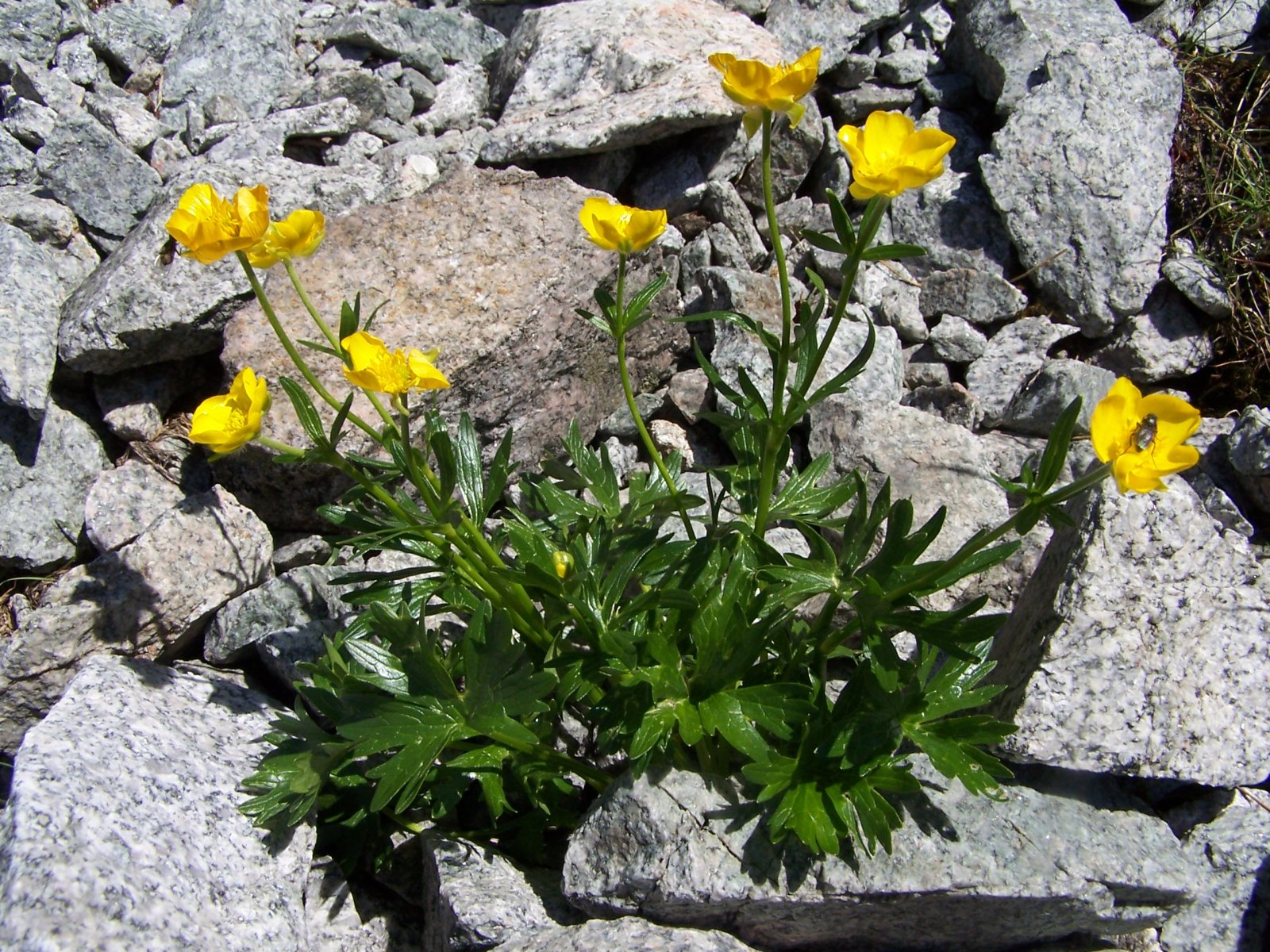
Ranunculus pseudomontanus

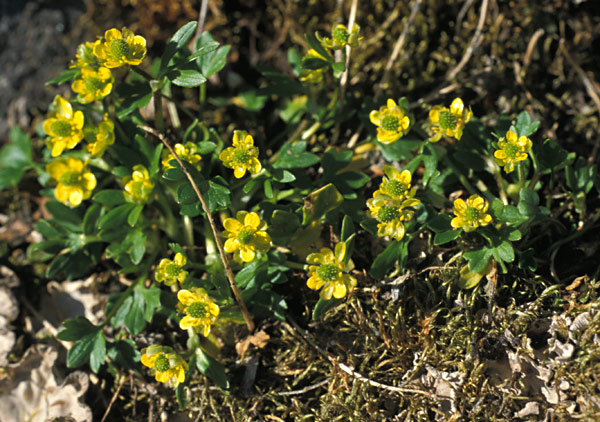
Ranunculus pygmaeus

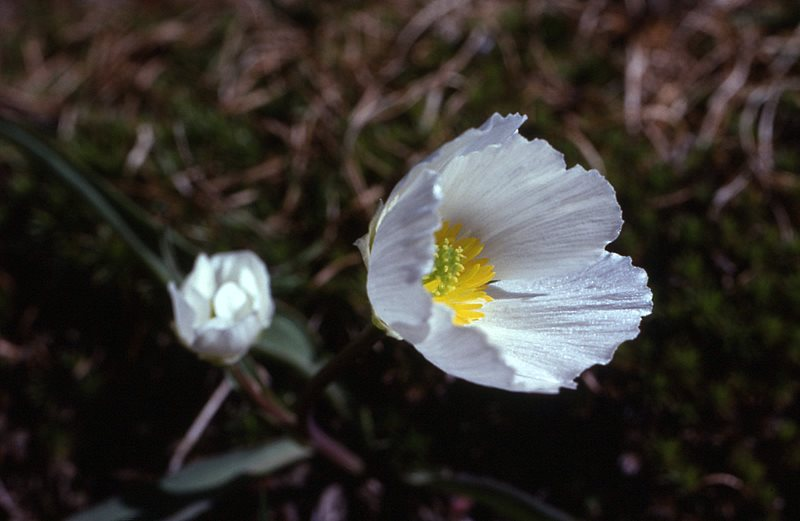
Ranunculus pyrenaeus

- Ranunculus palaeoeuganeus Pign. (P)
- Ranunculus pallasii Schltdl. (1819)
- Ranunculus paludosus Poir. (1789)

(sinonimi: R. flabellatus Desf.; R, chaerophyllos H.J.Coste, non L.; R. winkleri Freyn; R. heldreichianus Jord.; R. chaerophyllos Arcang., non L.)
- Ranunculus parnassiifolius L. (1753) - Ranuncolo con foglie di Parnassia

- subsp. parnassiifolius
- subsp. cabrerensis Rothm. (1934)
- subsp. favargeri P.Küpfer (1975)
- subsp. heterocarpus P.Küpfer (1975)

- Ranunculus parviflorus L. (1759)  - Ranuncolo pargoletto
- Ranunculus pedatifidus Sm.  (1814)
- Ranunculus pedatus Waldst. & Kit. (1802)
- Ranunculus peltatus Schrank (1789) - Ranuncolo peltato

(sinonimo: R. triphyllos Wallr. )
- subsp. peltatus

(sinonimi: R. carinatus Schur; R. diversifolius Willk. & Lange, non Gilib.; Batrachium dichotomum Schmalh.; Batrachium langei F.W.Schultz; R. petiveri Auct., non W.D.J.Koch; R. floribundus Bab. ; R. trichophyllus Wallr.; Batrachium triphyllos (Wallr.) Dumort.; R. capillaceus Thuill.; Batrachium cesatianum Caldesi)
- subsp. baudotii (Godr.) Meikle ex C.D.K.Cook (1984)

(sinonimi: R. confusus Godr.; R. dubius Freyn; R. hololeucos Auct.; R. leontinensis Freyn; R. baudotii Godr.)
- subsp. fucoides (Freyn) Muñoz Garm. (1985)

(sinonimi: R. peltatus subsp. saniculifolius (Viv.) C.D.K.Cook; R. saniculifolius Viv.)
- subsp. peltatus var. microcarpus Meikle 

- Ranunculus penicillatus (Dumort.) Bab. (1874) - Ranuncolo pennello

(sinonimi: Batrachium kaufmannii (Clerc) V.I.Krecz.; Batrachium carinatum Schur)
- subsp. penicillatus
- subsp. pseudofluitans (Syme) S.D.Webster (1988)

(sinonimi:  R. calcareus Butcher; R. kaufmannii Clerc; R, vaginatus Freyn; R. pseudofluitans (Syme) Newbould ex Baker & Foggitt; R. sphaerospermus Auct. angl., non Boiss. & Blanche; R. aquatilis subsp. peltatus (Schrank) Syme var. pseudofluitans Syme)
- Ranunculus platanifolius L. (1767) - Ranuncolo a foglie di platano
- Ranunculus platyspermus Fisch. ex DC. (1824)
- Ranunculus pollinensis (Terr.) Chiov. (P) - Ranuncolo di Pollino

(sinonimo: R. sartorianus Auct. Fl. Ital. An Boiss. & Heldr.)
- Ranunculus polyanthemoides Boreau (P) – Ranuncolo falso poliantemo

(sinonimi: R. breyninus var. polyanthemoides Boreau; R. nemorosus var. romanus Sommier)
- Ranunculus polyanthemophyllos Koch & Hess (P) – Ranuncolo con foglie di poliantemo
- Ranunculus polyanthemos L. (1753) - Ranuncolo poliantemo

(sinonimi: R. meyeranus Rupr.; R. meyerianus Rupr.)
- subsp. polyanthemos
- subsp. polyanthemoides (Boreau) Ahlfv. (1901)

(sinonimo: R. polyanthemoides Boreau)
- subsp. thomasii (Ten.) Tutin (1964)

(snonimo: R. thomasii Ten. )
- Ranunculus polyphyllus Waldst. & Kit. ex Willd. (1800)
- Ranunculus polyrhizos Stephan ex Willd. (1800)
- Ranunculus pospichalii Pign. (P)
- Ranunculus pratensis C.Presl (1822) - Ranuncolo dei prati

(sinonimi: R. heucherifolius Arcangeli non Presl.; R. aeolicus Lojacono)
- Ranunculus pseudofluitans (Syme) Newbould ex Baker & Foggitt (1865)

(sinonimo:  R. kauffmannii Clerc )
- Ranunculus pseudomillefoliatus Grau (1984)
- Ranunculus pseudomontanus Schur (1877)
- Ranunculus psilostachys Griseb. (1843)
- Ranunculus pygmaeus Wahlenb. (1812) - Ranuncolo pigmeo
- Ranunculus pyrenaeus L. (1771) - Ranuncolo dei Pirenei

(sinonimo: R. plantagineus All.)
- subsp. pyrenaeus

(sinonimo:  R. angustifolius DC. )
- subsp. alismoides (Bory) O.Bolòs & Font Quer (1962)
- subsp. angustifolius (DC.) Rouy & Foucaud (1893)

(sinonimo: R. alismoides Bory)

## R

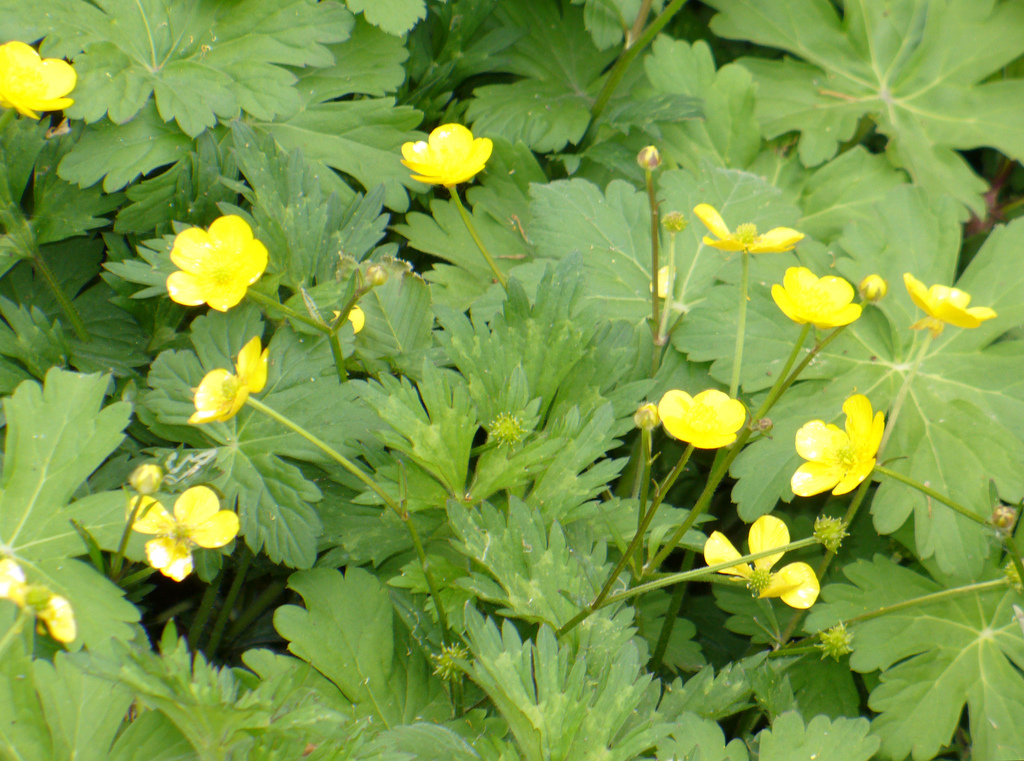
Ranunculus repens

- Ranunculus radinotrichus Greuter & Strid (1981)
- Ranunculus repens L. (1753) - Ranuncolo strisciante

(sinonimi: R. oenanthifolius Ten. & Guss.; R. pubescens Lag.)
- Ranunculus reptans L. (1753) - Ranuncolo reptante

(sinonimo: R. flammula subsp. reptans (L.) Syme)
- Ranunculus revelieri Boreau (1857) - Ranuncolo di Reveilliere

- subsp. revelieri
- subsp. rodiei (Litard.) Tutin (1964)

- Ranunculus rionii Lagger (1848) - Ranuncolo di Rion

(sinonimo: Batrachium rionii (Lagger) Nyman
- Ranunculus rumelicus Griseb. (1843)
- Ranunculus ruscinonensis Landolt (1956)

## S

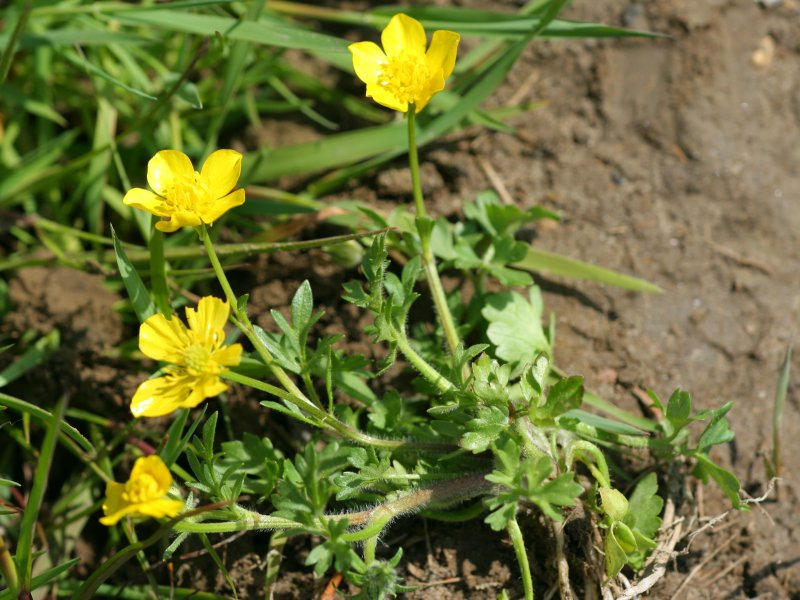
Ranunculus sardous

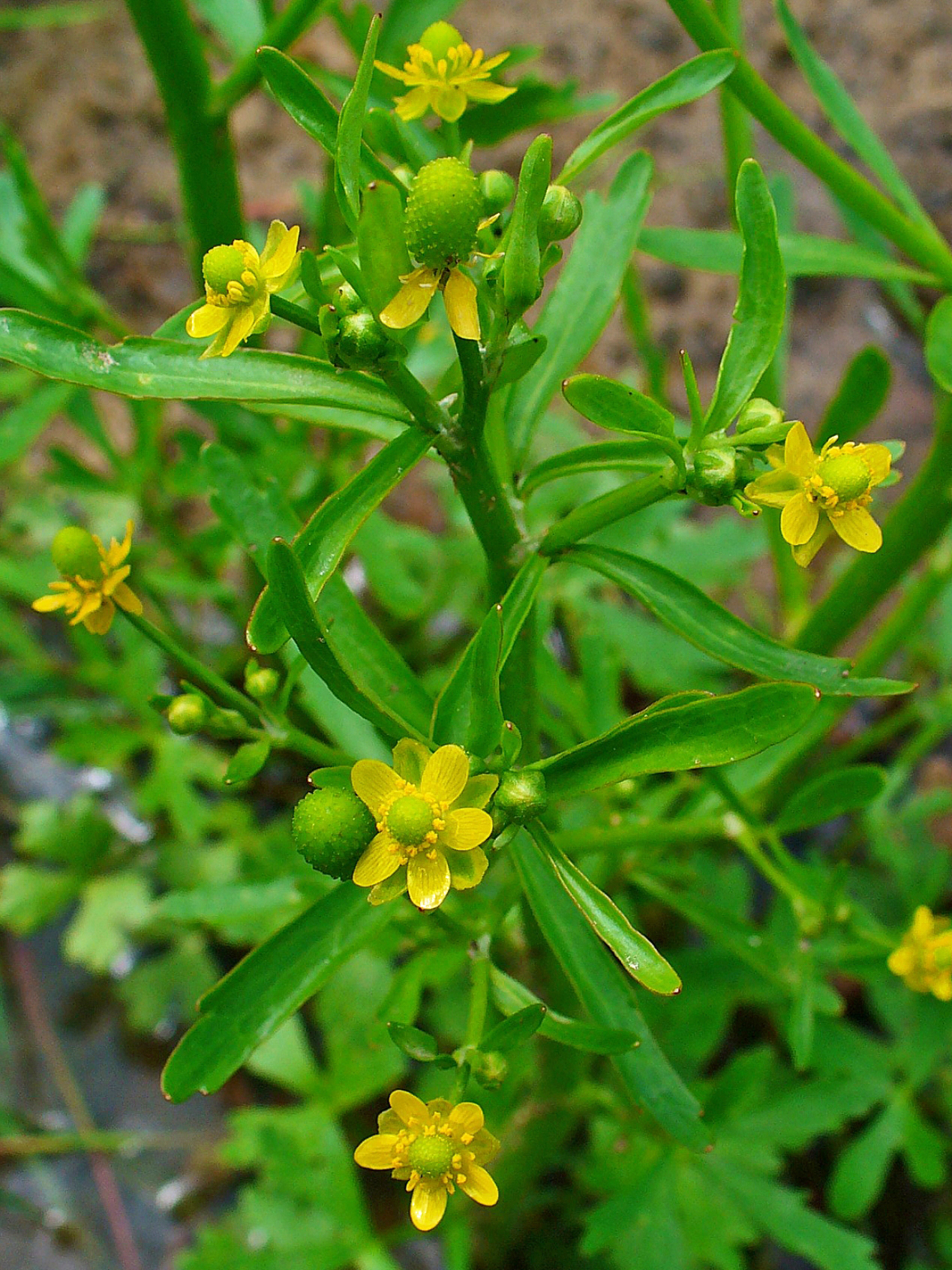
Ranunculus sceleratus

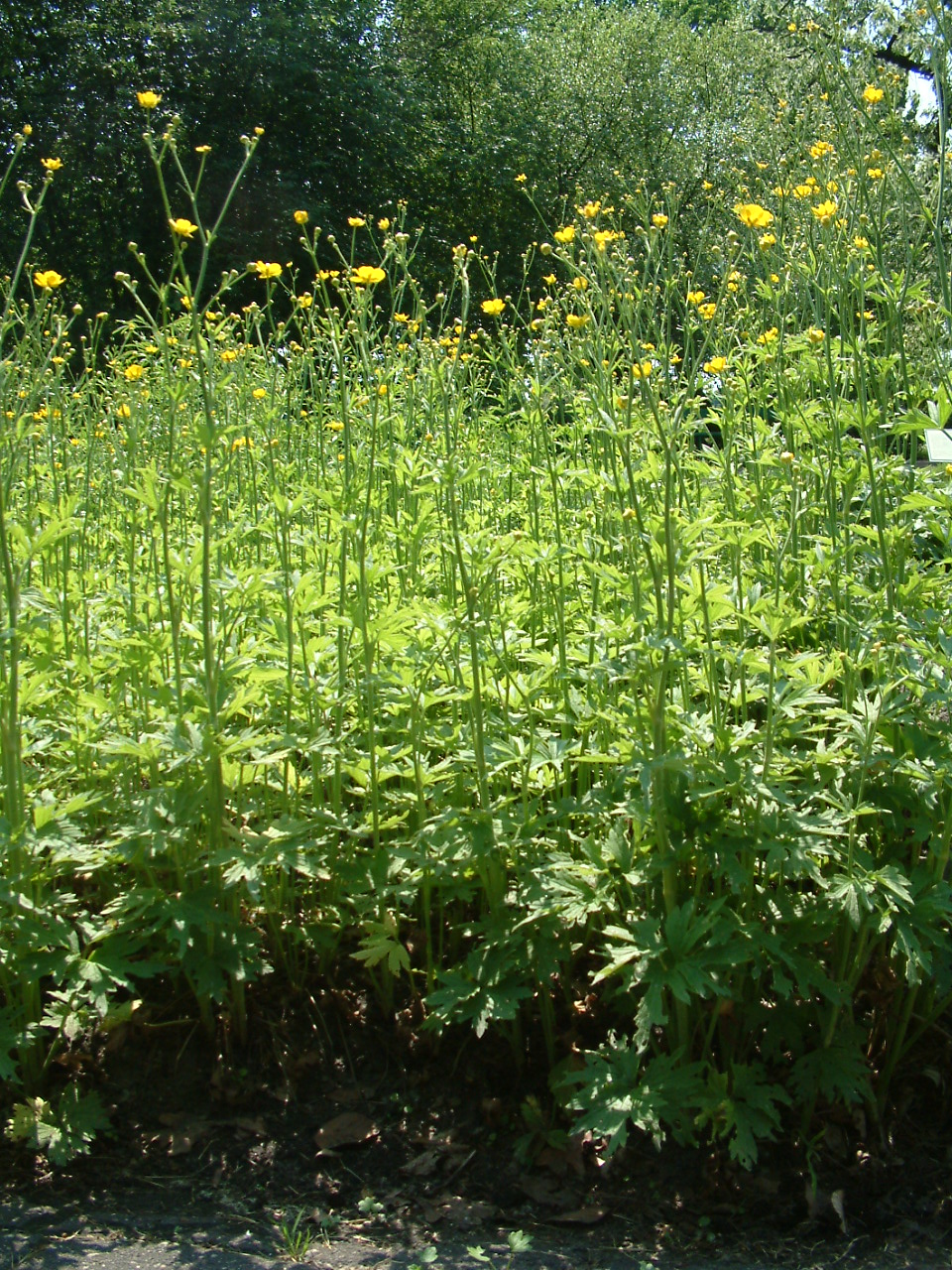
Ranunculus serbicus

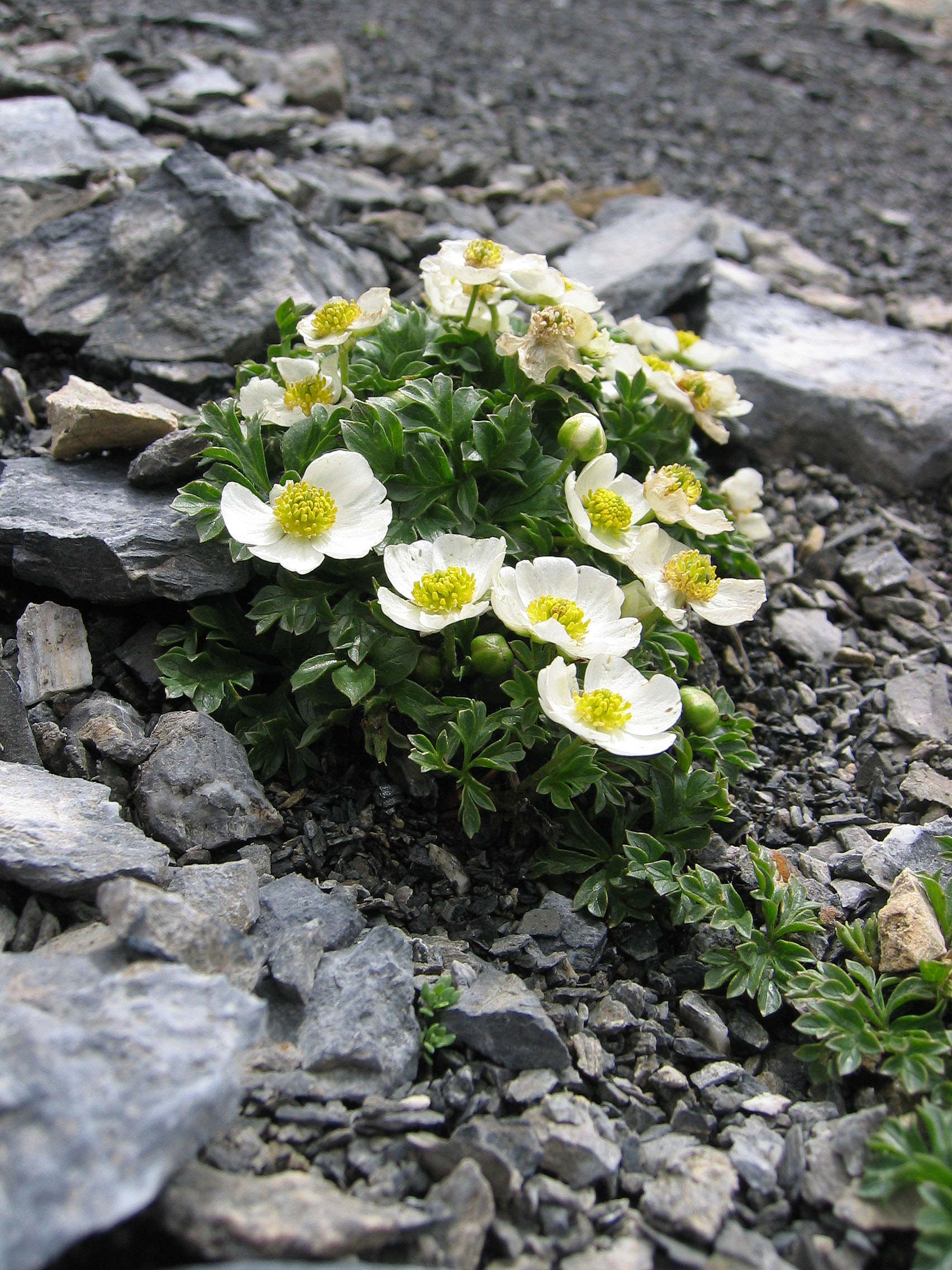
Ranunculus seguieri

- Ranunculus saniculifolius Viv. (P) – Ranuncolo delle pozze

(sinonimi: R. macranthus Tod.; R. vespertilio Lojacono)
- Ranunculus sardous Crantz (1763) - Ranuncolo sardo

(sinonimi: R. pseudobulbosus Schur; R. sardous subsp. xatardii (Lapeyr.) Rouy & Foucaud; R. philonotis Ehrh.)
- Ranunculus sartorianus Boiss. & Heldr. (1853)
- Ranunculus sceleratus L. (1753) - Ranuncolo tossico

(sinonimo: Batrachium sceleratum (L.) Lange)
- subsp. sceleratus
- subsp. reptabundus (Rupr.) Hultén (1947)

(sinonimo: R. reptabundus Rupr.)
- Ranunculus seguieri Vill. (1779) - Ranuncolo di Seguier

- subsp. seguieri
- subsp. montenegrinus (Halácsy) Tutin (1964)

- Ranunculus serbicus Vis. (1858) - Ranuncolo di Calabria

(sinonimi: R. kladnii Schur; R. acer var. calabrus Ten.; R. calabrus Grande)
- Ranunculus serpens Schrank (1789) - Ranuncolo serpente

(sinonimi: R. tuberosus Lapeyr.; R. breyninus Auct., non Crantz; R. amansii Jord.: R. mixtus Jord.; R. radicescens Jordan)
- subsp. serpens

(sinonimo: R. radicescens Jord.)
- subsp. nemorosus (DC.) G.López (1985)
- subsp. polyanthemophyllus (W.Koch & H.E.Hess) Kerguélen (1987)

(sinonimo: R. polyanthemophyllus W.Koch & H.E.Hess )
- Ranunculus silanus Pign. (P)
- Ranunculus sphaerospermus Boiss. & Blanche (1856)

(sinonimo: R. peltatus subsp. sphaerospermus (Boiss. & Blanche) Meikle )
- Ranunculus spicatus Desf.  (1798)

(sinonimi: R. blepharicarpos Boiss.; R. spicatus subsp. aspromontanus (Huter) Greuter & Burdet; R. aspromontanus Huter; R. spicatus subsp. blepharicarpos (Boiss.) Grau; R. spicatus subsp. rupestris (Guss.) Maire; R. rupestris Guss.)
- Ranunculus spruneranus Boiss. (1843)
- Ranunculus strigulosus Schur (1866)

(sinonimi: R. stevenii Auct. ross., non Andrz. ex Besser; R. acris subsp. strigulosus (Schur) Hyl.)
- Ranunculus subhomophyllus (Halácsy) Vierh (1935)

(sinonimo: R. cadmicus Auct., non Boiss.)
- Ranunculus sulphureus Phipps (1774)

(sinonimo: R. altaicus Resv.-Holms., non Laxm.)

## T
- Ranunculus thasius Halács (1892)

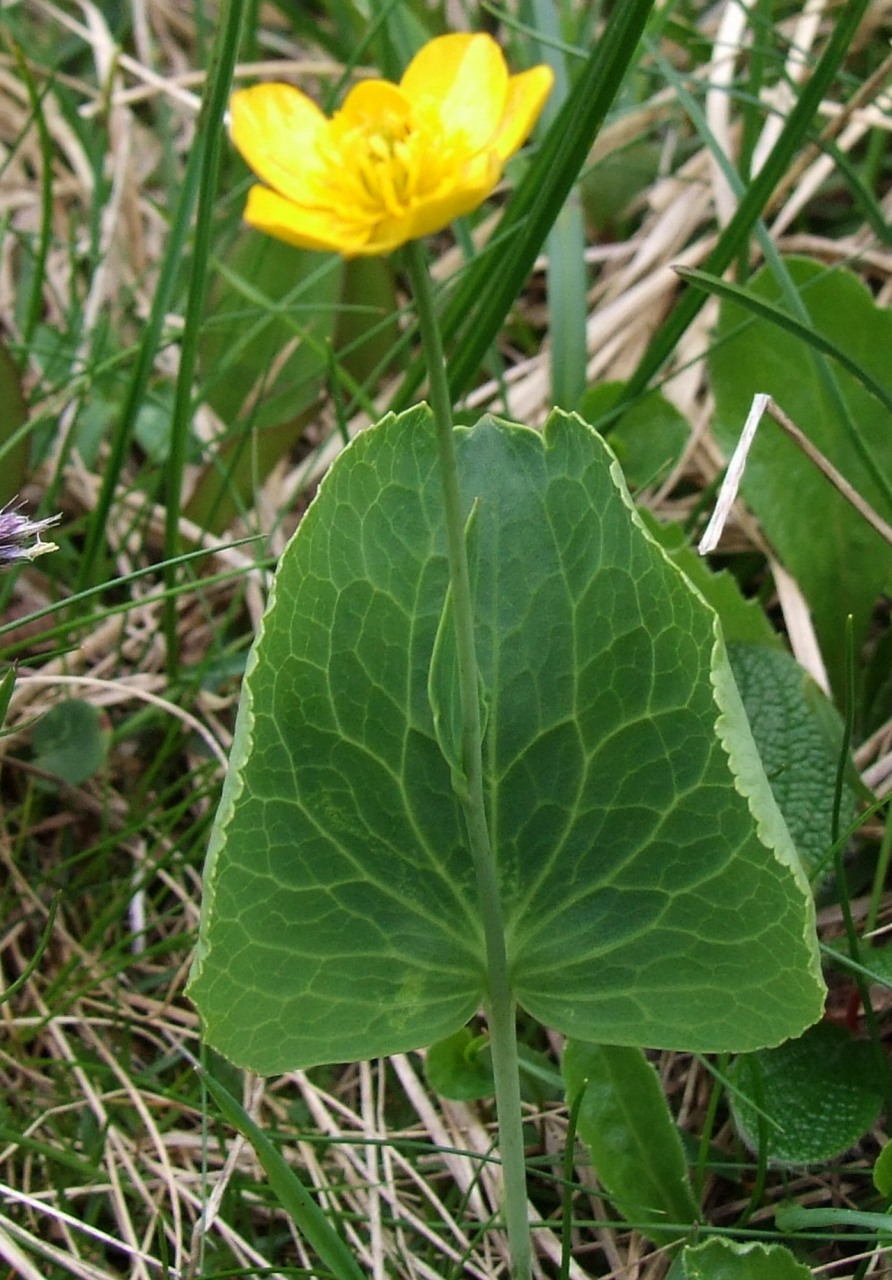
Ranunculus thora

- Ranunculus thomasii Ten. (P) – Ranuncolo di Thomas
- Ranunculus thora L. (1753) - Ranuncolo erba-tora

(sinonimi: R. tatrae Borbás; R. scutatus Waldst. & Kit.)
- Ranunculus thracicus Azn. (1899)
- Ranunculus traunfellneri Hoppe (1826) - Ranuncolo di Traunfellner
- Ranunculus trichophyllus Chaix (1786) - Ranuncolo a foglie capillari

(sinonimi: R. paucistamineus Tausch; R. brattius Beck; Batrachium confervoides Fr.; R. drouetii F.W.Schultz ex Godr.; R. flaccidus Pers.; Batrachium drouetii (F.W.Schultz ex Godr.) Bosch; Batrachium divaricatum (Schrank) Wimm.; Batrachium paucistamineum (Tausch) F.W.Schultz; R. divaricatus Schrank; Batrachium trichophyllum (Chaix) Bosch; R. pantothrix Auct.; R. cesatianus Caldesi)
- subsp. trichophyllus
- subsp. eradicatus (Laest.) C.D.K.Cook (1967)

(sinonimi: R. eradicatus (Laest.) Nevski; R. confervoides Fr.; Batrachium eradicatum (Laest.) Fr.; R. lutulentus E.P.Perrier & Songeon)
- subsp. lutulentus (E.P.Perrier & Songeon) Vierh. (1935)

- Ranunculus trilobus Desf. (1798) - Ranuncolo trilobo

(sinonimo: R. calcarae Tin.)
- Ranunculus tripartitus DC. (1808)

(sinonimi: R. lutarius (Revel) Bouvet; Batrachium obtusiflorum (DC.) Gray; R. obtusiflorus (DC.) Moss; R. petiveri W.D.J.Koch; Batrachium confervoides (DC.) Gray)
- Ranunculus tuberosus Lapery. (1813) (FA) – Ranuncolo tuberoso

(sinonimi: R. nemorosus DC.; R. breyninus Auct. non Crantz.; R. serpens subsp. nemorosus (DC.) G.López)

## V
- Ranunculus velutinus Ten. (1825) - Ranuncolo vellutato
- Ranunculus venetus Huter ex Landol (1964) - Ranuncolo veneto
- Ranunculus villarsi DC. (1805) (FA) - Ranuncolo di Villars

(sinonimi: R. grenieranus Jord.; R. montanus Willd.)

## W
- Ranunculus wettsteinii Dörfl. (1918)
- Ranunculus weyleri Marès (1865)
- Ranunculus wraberi Pign. (P)

### Alcuni ibridi
Nell'elenco che segue sono indicati alcuni ibridi interspecifici:
- Ranunculus × aconitoides DC. ex Rouy (1893)- Ibrido fra: R. aconitifolius e R. glacialis
- Ranunculus × bachii Wirtgen (1845) - Ibrido fra: R. fluitans e R. trichophyllus
- Ranunculus × chrysanthus Brügger (1880) - Ibrido fra: R. repens e R. tuberosus
- Ranunculus × digeneus Kerner ex W. Huber (1988) – Ibrido fra: R. parnassifolius e R. seguieri
- Ranunculus × faurei Rouy & E.G. Camus (1901) - Ibrido fra: R. platanifolius e R. seguieri
- Ranunculus × felixii Segret (1936) - Ibrido fra: R. ololeucos e R. tripartitus
- Ranunculus × gelidus Hoffmanns. ex Reichenb. (1832) - Ibrido fra: R. alpestris e R. glacialis
- Ranunculus × glueckii A. Félix ex C. Cook (1960) - Ibrido fra: R. circinatus e R. trichophyllus
- Ranunculus × goldei Meinshausen ex Trautv. (1883) - Ibrido fra: R. acris e R. bulbosus
- Ranunculus × hiltonii H. Groves & J. Groves (1901) - Ibrido fra: R. omiophyllus e R. peltatus
- Ranunculus × intermediifolius W. Huber (1988) - Ibrido fra: R. aconitifolius e R. platanifolius
- Ranunculus × kelchoensis S. Webster (1990) - Ibrido fra: R. fluitans e R. peltatus
- Ranunculus × lacerus Bellardi (1791) - Ibrido fra: R. platanifolius e R. pyrenaeus
- Ranunculus × lambertii A. Félix (1912) - Ibrido fra: R. aquatilis e R. baudotii
- Ranunculus × levenensis Druce ex Gornall (1987) - Ibrido fra: R. flammula e R. reptans
- Ranunculus × luizetii Rouy (1893) - Ibrido fra: R. parnassifolius e R. pyrenaeus
- Ranunculus × lutzii A. Félix (1912) - Ibrido fra: R. aquatilis e R. trichophyllus
- Ranunculus × novae-forestae S. Webster (1990) - Ibrido fra: R. omiophyllus e R. tripartitus
- Ranunculus × peredae Laínz (1964) - Ibrido fra: R. amplexicaulis e R. parnassifolius
- Ranunculus × preaubertii A. Félix (1913) - Ibrido fra: R. ololeucos e R. omiophyllus
- Ranunculus × scissus W. Huber (1988) - Ibrido fra: R. kuepferi e R. platanifolius
- Ranunculus × spitzbergensis Hadac (1944)
- Ranunculus × transdanubicus Pénzes (1957) - Ibrido fra: R. acer e R. lanuginosus
- Ranunculus × virzionensis A. Félix (1912) - Ibrido fra: R. aquatilis e R. peltatus
- Ranunculus × yvesii Burnat in Rouy (1901) - Ibrido fra: R. pyrenaeus e R. seguieri